# كأس العالم 2022
كأس العالم 2022 هي النسخة الثانية والعشرون من بطولة كأس العالم لفرق الرجال الوطنية، التي تقام كل أربع سنوات وتتنافس عليها المنتخبات الوطنية الأعضاء في الاتحاد الدولي لكرة القدم. أقيمت في قطر في الفترة من 20 نوفمبر إلى 18 ديسمبر 2022، مما يجعلها أول بطولة كأس عالم تقام في الوطن العربي والعالم الإسلامي والنسخة الثانية التي تقام في آسيا بعد نسخة 2002 في كوريا الجنوبية واليابان. كانت فرنسا حاملة اللقب، بعد أن هزمت كرواتيا 4–2 في نهائي 2018 في روسيا. بتكلفة تقدر بأكثر من 220 مليار دولار، تعد هذه النسخة أغلى كأس عالم تقام حتى الآن؛ هذا الرقم محل خلاف من قبل المسؤولين القطريين، بما في ذلك الرئيس التنفيذي للتنظيم ناصر الخاطر، الذي قال إن التكلفة الحقيقية كانت 8 مليارات دولار، وأرقام أخرى تتعلق بتطوير البنية التحتية الشاملة منذ أن مُنحت بطولة كأس العالم لقطر في عام 2010.
كانت هذه النسخة السابعة والأخيرة بمشاركة 32 فريقًا (بدأ ذلك منذ كأس العالم 1998)، حيث من المقرر أن يزداد عدد المنتخبات المشاركة إلى 48 منتخبا في كأس العالم 2026. لاجتناب مخاطر المناخ الحار في قطر، أقيمت البطولة خلال شهري نوفمبر وديسمبر، مما يجعلها أول بطولة لا تقام خلال فصل الصيف. لعبت البطولة على مدار إطار زمني قصير يبلغ 29 يومًا، حيث لُعبت 64 مباراة على ثمانية ملاعب في خمس مدن. تأهل المنتخب القطري تلقائيًا بصفته المنتخب المضيف، إلى جانب 31 فريقًا تأهلوا عن طريق التصفيات. خسرت قطر جميع مبارياتها الثلاث في منافسات المجموعة الأولى، لتصبح أول دولة مضيفة تخسر في جميع مبارياتها، مما يجعلها ثاني منتخب مضيف يقصى من دور المجموعات بعد جنوب أفريقيا مضيفة كأس العالم 2010. أقيمت المباراة الافتتاحية في البطولة يوم 20 نوفمبر 2022 بين قطر والإكوادور على استاد البيت في الخور، وأقيمت المباراة النهائية في 18 ديسمبر 2022، وهو يوافق اليوم الوطني لقطر.
توجت الأرجنتين بلقب هذه النسخة بعد فوزها في المباراة النهائية على أرضية استاد لوسيل على حاملة اللقب فرنسا 4–2 بركلات الترجيح بعد التعادل 3–3 بعد الوقت الإضافي. أصبح اللاعب الفرنسي كيليان مبابي أول لاعب يسجل هاتريك في نهائي كأس العالم منذ جيوف هورست في نهائي 1966، كما فاز بالحذاء الذهبي حيث سجل أكبر عدد من الأهداف خلال البطولة (8 أهداف). اختير قائد المنتخب الأرجنتيني ليونيل ميسي كأفضل لاعب في البطولة وفاز بالكرة الذهبية. فاز إيميليانو مارتينيز وإينزو فرنانديز من الأرجنتين أيضًا بجائزتي القفاز الذهبي التي منحت لأفضل حارس مرمى في البطولة، وجائزة اللاعب الشاب لأفضل لاعب تحت سن الـ21 عامًا على الأكثر (ولد في أو بعد 1 يناير 2001).
لاقى اختيار استضافة قطر لكأس العالم 2022 انتقادات، خاصة في العالم الغربي. تركزت الانتقادات على سجل حقوق الإنسان في قطر، بما في ذلك معاملتهم للعمال المهاجرين والنساء وموقفهم من حقوق مجتمع الميم، مما أدى إلى مزاعم الغسيل الرياضي. وقال آخرون إن مناخ قطر شديد وغياب ثقافة كرة القدم القوية دليل على الرشوة بسبب حقوق الاستضافة والفساد الواسع للفيفا. أعلنت عدة منتخبات وأندية ولاعبين فرديين مقاطعة الحدث، في حين صرح رئيس الفيفا السابق جوزيف بلاتر مرتين أن منح قطر حقوق الاستضافة كان خطأ. دافع رئيس الفيفا الحالي جياني إنفانتينو عن الاستضافة. وُصِفَّ الجدل بأنه صراع ثقافي بين الأخلاق الإسلامية والديمقراطيات الغربية الليبرالية العلمانية. وأشار آخرون إلى ذلك على أنه مثال لتراجع التأثير الغربي في كرة القدم والجيوسياسية.

## خلفية
كأس العالم لكرة القدم هي بطولة كرة قدم احترافية تقام كل أربع سنوات وتتنافس عليها المنتخبات الوطنية الأعضاء في الاتحاد الدولي لكرة القدم. أقيمت لأول مرة في عام 1930 في الأوروغواي بمشاركة 13 منتخباً، ويخوضها 32 منتخبا منذ نسخة 1998. يتم التنافس على البطولة من خلال ثماني مجموعات ذهابًا وإيابًا تليها مرحلة خروج المغلوب تبدأ من دور الـ16.
فرنسا هو حامل اللقب، بعد فوزه على كرواتيا 4–2 في نهائي كأس العالم 2018 في روسيا. يقام الحدث لمدة قصيرة من 20 نوفمبر إلى 18 ديسمبر في قطر، وهي أول بطولة كأس عالم تقام في الوطن العربي. لم يكن مطلوبًا من المتفرجين اتباع معظم القيود الوبائية لجائحة فيروس كورونا مثل التباعد الاجتماعي وارتداء الأقنعة والاختبارات السلبية.

### الرزنامة
أعلن الاتحاد الدولي لكرة القدم عن جدول مباريات البطولة يوم 15 يوليو 2020، حيث ستنطلق المباراة الافتتاحية التي ستضم المستضيف منتخب قطر يوم 20 نوفمبر 2022، على استاد البيت في تمام الساعة 13:00 بالتوقيت المحلي (ت ع م+3). ستُلعب أربعة مباريات كل يوم في دور المجموعات، على الساعة 13:00، 16:00، 19:00 و22:00 في أول جولتين، بينما ستُجرى مباريات مرحلة خروج المغلوب على الساعة 18:00 و22:00. ستُقام مباراة تحديد صاحب المركز الثالث على أرضية استاد خليفة الدولي يوم 17 من ديسمبر 2022، بعدها ستُلعب المباراة النهائية يوم 18 ديسمبر 2022 في الساعة 18:00 على استاد لوسيل.
على عكس البطولات السابقة عندما كانت ملاعب المباريات وأوقات انطلاق كل مباراة تُحدَّد قبل القرعة، فإن ملاعب مباريات مرحلة المجموعات لكل جولة ومواعيدها ستُحدد بعد القرعة حيث تكون الفرق المحددة معروفة، مما سيسمح للمنظمين بتحسين تحديد الوقت المناسب للمتابعين عبر التلفاز واختيار الملاعب للجماهير الحاضرة في قطر. مباريات دور المجموعات لكل مجموعة ستخصص للملاعب التالية:
- المجموعة الأولى، الثانية، الخامسة والسادسة: استاد البيت، استاد خليفة الدولي، استاد الثمامة وملعب أحمد بن علي.
- المجموعة الثالثة، الرابعة، السابعة والثامنة: استاد لوسيل، استاد 974، استاد المدينة التعليمية واستاد الجنوب.

حدد الفيفا ملاعب المباريات وأوقات انطلاق كل مباراة في دور المجموعات يوم 1 أبريل 2022، بعد انتهاء القرعة. في 11 أغسطس 2022، تم التأكيد على تقديم مباراة قطر والإكوادور، لتصبح المباراة الافتتاحية للبطولة، في حين تم إعادة جدل مباراة السنغال وهولندا لاحقا والتي كانت ستفتتح البطولة.

### قواعد التبديل
تتميز البطولة بقواعد تبديل جديدة حيث يمكن للفرق إجراء ما يصل إلى خمسة استبدالات في الوقت الأصلي، وتبديل آخر في الوقت الإضافي. بالإضافة إلى ذلك، فهي أول نسخة كأس عالم تتميز بتبديل حالات الارتجاج، حيث يُسمح لكل فريق باستخدام تغيير واحد كحد أقصى لحالات ارتجاج الدماغ أثناء المباراة. لا يُحتسَب تبديل الارتجاج في حصة التبديلات المنتظمة. أصيب حارس المرمى الإيراني علي رضا بيرانفاند بارتجاج في المخ في مباراة إيران وإنجلترا وحل محله حسين حسيني. كان هذا أول استخدام لتبديل ارتجاج الدماغ خلال كأس العالم.

## اختيار الدولة المستضيفة

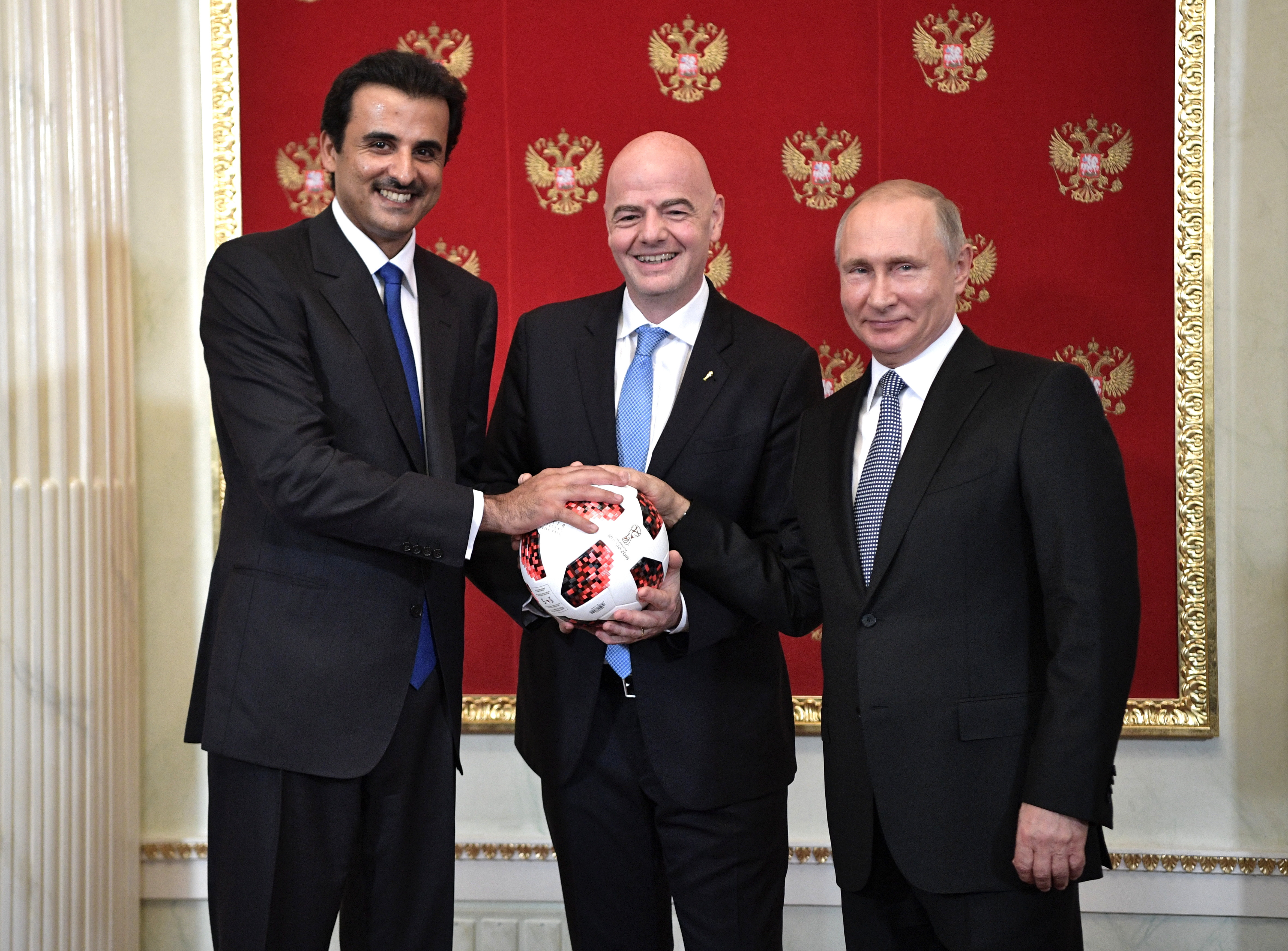
أمير قطر تميم بن حمد آل ثاني ورئيس الاتحاد الدولي لكرة القدم جياني إنفانتينو والرئيس الروسي فلاديمير بوتين في مراسم نقل حق استضافة كأس العالم يوم 15 يوليو 2018.

بدأت إجراءات تقديم ترشيحات كأس العالم 2018 و2022 في يناير 2009، وكان أمام الاتحادات الوطنية أجل زمني حتى 2 فبراير 2009 لتسجيل اهتمامها. في البداية، قُدِّم أحد عشر عرضًا لكأس العالم 2018، لكن المكسيك انسحبت لاحقًا من الإجراءات، ورفض الاتحاد الدولي لكرة القدم عرض إندونيسيا في فبراير 2010 بعد أن فشل اتحاد إندونيسيا لكرة القدم في تقديم خطاب ضمان من الحكومة الإندونيسية لدعم العرض. لم يستبعد المسؤولون الإندونيسيون تقديم عرض لاستضافة كأس العالم 2026، حتى فازت قطر باستضافة كأس العالم 2022. أثناء عملية تقديم العطاءات، سحبت جميع الدول غير الأعضاء في الاتحاد الأوروبي لكرة القدم تدريجيًا عروضها لكأس العالم 2018، مما يضمن أن إحدى دول الاتحاد الأوروبي ستستضيف تلك النسخة وبالتالي تجعل دول الاتحاد الأوروبي غير مؤهلة لاستضافة كأس العالم 2022.
في النهاية، كانت هناك خمسة عروض لكأس العالم 2022: أستراليا، اليابان، قطر، كوريا الجنوبية والولايات المتحدة. اجتمع مجلس الفيفا المكون من 22 عضوًا في زيورخ في 2 ديسمبر 2010 للتصويت لاختيار مضيفي البطولتين. عُلِّقت مشاركة اثنين من أعضاء اللجنة التنفيذية للفيفا قبل التصويت بسبب مزاعم بالفساد فيما يتعلق بأصواتهم. أثار قرار استضافة كأس العالم 2022 في قطر، والذي صُنف على أنه ينطوي على «مخاطر تشغيلية عالية»، انتقادات من المعلقين الإعلاميين. وقد انتقدها الكثيرون على أنها جزء من فضائح فساد الفيفا.
كانت نتائج التصويت على النحو التالي:
| الدولة           | الجولة الأولى | الجولة الثانية | الجولة الثالثة | الجولة الرابعة |
| ---------------- | ------------- | -------------- | -------------- | -------------- |
| قطر              | 11            | 10             | 11             | 14             |
| الولايات المتحدة | 3             | 5              | 6              | 8              |
| كوريا الجنوبية   | 4             | 5              | 5              | استبعاد        |
| اليابان          | 3             | 2              | استبعاد        | استبعاد        |
| أستراليا         | 1             | استبعاد        | استبعاد        | استبعاد        |

### انتقادات لاختيار المستضيف
في مايو 2011، أثارت مزاعم الفساد لدى كبار مسؤولي الاتحاد الدولي لكرة القدم تساؤلات حول شرعية تنظيم قطر لكأس العالم 2022. ووجهت اتهامات بالفساد تتعلق بكيفية فوز قطر بحق استضافة الحدث. برأ تحقيق داخلي وتقرير الفيفا قطر من ارتكاب أي مخالفات، لكن رئيس المحققين ميخائيل جاي غارسيا توصف تقرير الفيفا بأنه يحتوي على العديد من الإقرارات الخاطئة وغير المكتملة ماديًا. في 27 مايو 2015، فتح المدعون الفيدراليون السويسريون تحقيقًا في الفساد وغسيل الأموال المتعلقين بترشيحات كأس العالم 2018 و2022. في 6 أغسطس 2018، ادعى رئيس الفيفا السابق جوزيف بلاتر أن قطر استخدمت العمليات السوداء، مما يشير إلى أن لجنة الملف قد خدعت للفوز بحقوق الاستضافة.
بالإضافة إلى ذلك، واجهت قطر انتقادات شديدة بسبب معاملة العمال الأجانب المشاركين في التحضير لكأس العالم، حيثُ أشارت منظمة العفو الدولية إلى «العمل القسري» وظروف العمل السيئة، في حين أفاد العديد من العمال المهاجرين بأنهم اضطروا إلى دفع «رسوم توظيف» كبيرة للحصول على عمل. زعم تحقيق أجرته صحيفة الغارديان أن العديد من العمال قد حرموا من الطعام والماء، كما تم سحب أوراق الثبوتية منهم وعدم دفع أجورهم في الوقت المحدد، مما جعل بعضهم في الواقع عبيدًا. وقدرت صحيفة الجارديان أن ما يصل إلى 4000 عامل قد يموتون بسبب تراخي السلامة وأسباب أخرى بحلول وقت انعقاد المسابقة. بين عامي 2015 و2021، تبنت الحكومة القطرية إصلاحات عمالية جديدة لتحسين ظروف العمل، بما في ذلك وضع حد أدنى للأجور لجميع العمال وإلغاء نظام الكفالة. وفقًا لمنظمة العفو الدولية، لم تتحسن ظروف المعيشة وعمل العمال الأجانب في السنوات الأخيرة.
وجدت بعض التحقيقات أن قطر سعت للحصول على ميزة لتأمين الاستضافة من خلال توظيف كيفن تشالكر وهو ضابط سابق في وكالة المخابرات المركزية تحول إلى مقاول خاص، للتجسس على فرق العطاءات المنافسة ومسؤولي كرة القدم الرئيسيين الذين اختاروا الفائز في عام 2010. قطر هي أصغر دولة من حيث المساحة تم منحها حق استضافة كأس العالم (تليها سويسرا الدولة المضيفة لكأس العالم 1954، وهي أكبر بثلاث مرات من قطر واستضافة بطولة بـ16 فريقًا بدلاً من 32 الحالي). أصبحت قطر أيضًا الدولة الثانية (باستثناء الأوروغواي وإيطاليا، بصفتهم الدول المضيفة لكأس العالم الأولى وكأس العالم الثانية) التي تُمنح حق استضافة كأس العالم على الرغم من عدم تأهلها لأي نسخة سابقة إطلاقًا. حصلت اليابان سابقًا على حقوق الاستضافة المشتركة لكأس العالم 2002 إلى جانب كوريا الجنوبية دون أن تتأهل قط للنهائيات (وقت فوزها بالتنظيم عام 1996)، لكنها تأهلت لاحقاً لكأس العالم 1998.

## التصفيات
نظمت الاتحادات القارية الستة أدوارها التأهيلية الخاصة. جميع الاتحادات الأعضاء في الاتحاد الدولي لكرة القدم وعددها 211 مؤهلة للمشاركة. تأهل المنتخب القطري تلقائيًا بصفته مضيفًا للبطولة، ومع ذلك ألزم الاتحاد الآسيوي لكرة القدم قطر بالمشاركة في التصفيات الآسيوية حيث أن الجولتين الأولى والثانية بمثابة تصفيات كأس آسيا 2023. منذ أن وصلت قطر إلى المرحلة النهائية حيث فازت في مجموعتها، تقدمت لبنان، صاحب المركز الثاني كأفضل وصيف. لم يُمنح حامل اللقب منتخب فرنسا مقعداً مباشراً مثلما كان الحال في البطولات السابقة. كان من المقرر إجراء قرعة التصفيات في يوليو 2019؛ لكن أُلغي هذا الأمر للسماح لكل اتحاد قاري بإجراء القرعة الخاصة به. لعبت أول مباراة من تصفيات كأس العالم 2022 في 6 يونيو 2019؛ وكانت ضمن تصفيات الاتحاد الأسيوي المؤهلة لمنافسات كأس العالم، حيث فاز منتخب منغوليا على منتخب بروناي بنتيجة 2–0.
دخلت سانت لوسيا في البداية تصفيات أمريكا الشمالية لكنها انسحبت قبل مباراتها الأولى. انسحبت كوريا الشمالية من الجولة الثانية من التصفيات الآسيوية بسبب مخاوف تتعلق بجائحة فيروس كورونا. انسحب منتخبي ساموا الأمريكية وساموا قبل سحب قرعة تصفيات أوقيانوسيا. انسحبت تونغا بعد حادثة ثوران بركان وتسونامي ضربا البلاد. بسبب وجود حالات إصابة بفيروس كورونا في فرقهم، كما انسحبت فانواتو وجزر كوك أيضًا بسبب قيود السفر. من بين 32 دولة تأهلت لكأس العالم 2022، تنافست 24 دولة منها في النسخة السابقة التي لعبت في عام 2018 في روسيا. قطر هي المنتخب الوحيد الذي ظهر لأول مرة في كأس العالم، ليصبح أول مضيف يخوض البطولة لأول مرة منذ إيطاليا في نسخة 1934. عاد كل من هولندا، الإكوادور، غانا، الكاميرون والولايات المتحدة إلى البطولة بعد غيابهم عن نسخة 2018. عادت كندا بعد 36 عامًا، وكان ظهورها السابق الوحيد في نسخة 1986. ظهرت ويلز لأول مرة منذ 64 عامًا وهي أطول مدة غياب لأي فريق على الإطلاق، وكانت مشاركتهم السابقة الوحيدة في نسخة 1958.
فشلت إيطاليا، الفائزة باللقب أربع مرات وبطلة بطولة أمم أوروبا 2020، في التأهل للمرة الثانية على التوالي لكأس العالم للمرة الأولى في تاريخها، حيث خسرت في نصف نهائي المسار الثالث من الملحق الأوروبي ضد مقدونيا الشمالية. تعد إيطاليا رابع فريق يفشل في التأهل إلى نهائيات كأس العالم بعد أن فاز ببطولة أمم أوروبا بعد تشيكوسلوفاكيا عام 1978، الدنمارك عام 1994 واليونان عام 2006. اُستبعدت روسيا، التي استضافت كأس العالم 2018، من المنافسة بسبب الغزو الروسي لأوكرانيا. فشلت تشيلي، بطلة كوبا أمريكا 2015 وكوبا أمريكا المئوية، في التأهل للمرة الثانية على التوالي. منتخب نيجيريا هو الآخر فشل في التأهل بعد الظهور في النسخ الثلاث الماضية، كان ذلك بعد هزيمته أمام غانا بقانون الأهداف خارج الديار في المرحلة الثالثة من التصفيات الأفريقية. فشلت كل من مصر، بنما، كولومبيا، بيرو، آيسلندا والسويد في التأهل لكأس العالم 2022، وجميعها تأهلت إلى كأس العالم 2018. كانت غانا هي المنتخب الأقل تصنيفًا حسب تصنيف فيفا العالمي من جميع المنتخبات المشاركة في النهائيات، حيث احتلت المرتبة 61.

تأهل المنتخب لنهائيات كأس العالم
فشل المنتخب في التأهل
انسحب المنتخب أو اُستبعد
ليس عضوًا في الفيفا

| آسيا (6) - أستراليا (38) - إيران (20) - اليابان (24) - قطر (50) (المضيف) - السعودية (51) - كوريا الجنوبية (28) أفريقيا (5) - الكاميرون (43) - غانا (61) - المغرب (22) - السنغال (18) - تونس (30) | أمريكا الشمالية (4) - كندا (41) - كوستاريكا (31) - المكسيك (13) - الولايات المتحدة (16) أمريكا الجنوبية (4) - الأرجنتين (3) - البرازيل (1) - الإكوادور (44) - الأوروغواي (14) أوقيانوسيا (0) - لم يتأهل أي منتخب | أوروبا (13) - بلجيكا (2) - كرواتيا (12) - الدنمارك (10) - إنجلترا (5) - فرنسا (4) - ألمانيا (11) - هولندا (8) - بولندا (26) - البرتغال (9) - صربيا (21) - إسبانيا (7) - سويسرا (15) - ويلز (19) |  |

## المنشآت

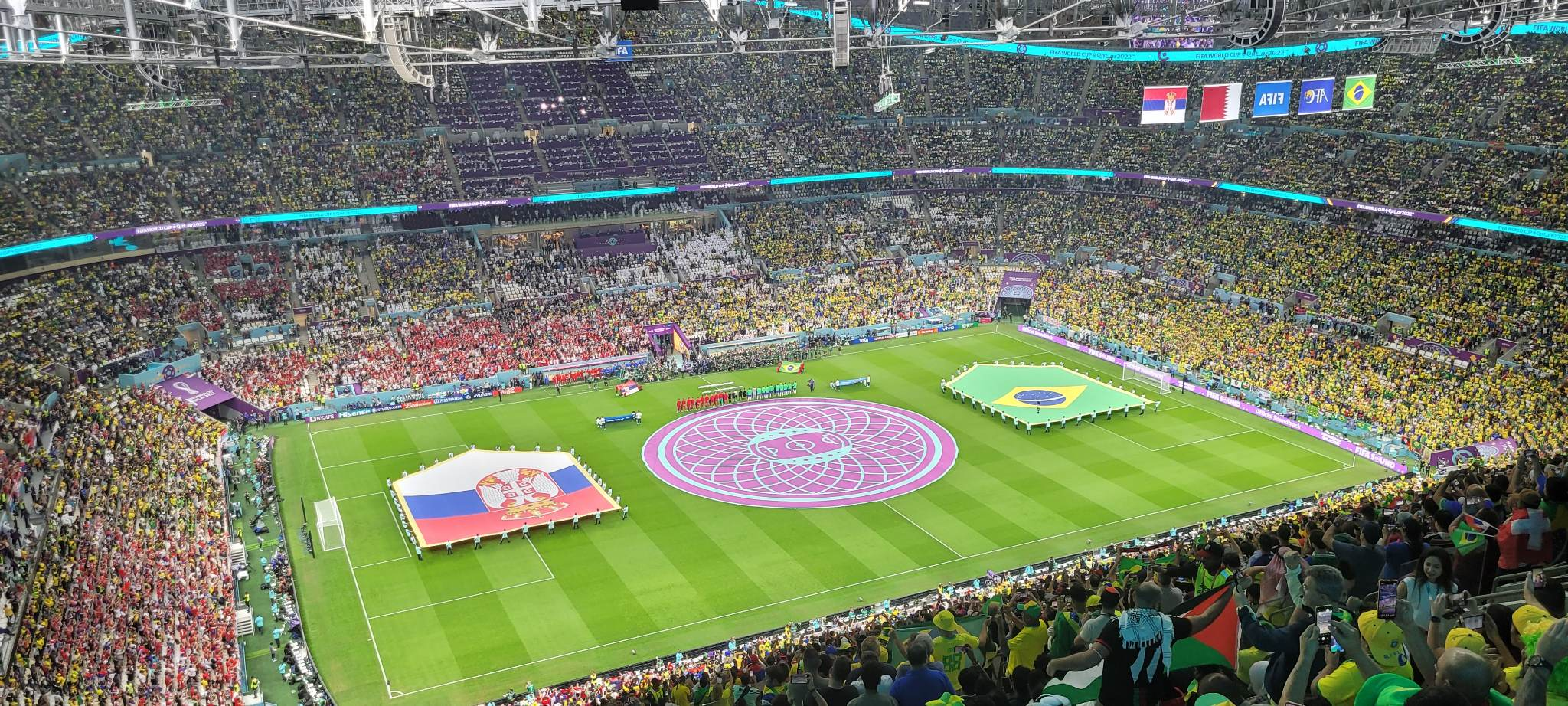
سبعة من الملاعب الثمانية، مثل مكان المباراة النهائية ملعب لوسيل، كانت ملاعب جديدة تم بناؤها خصيصًا لكأس العالم 2022.

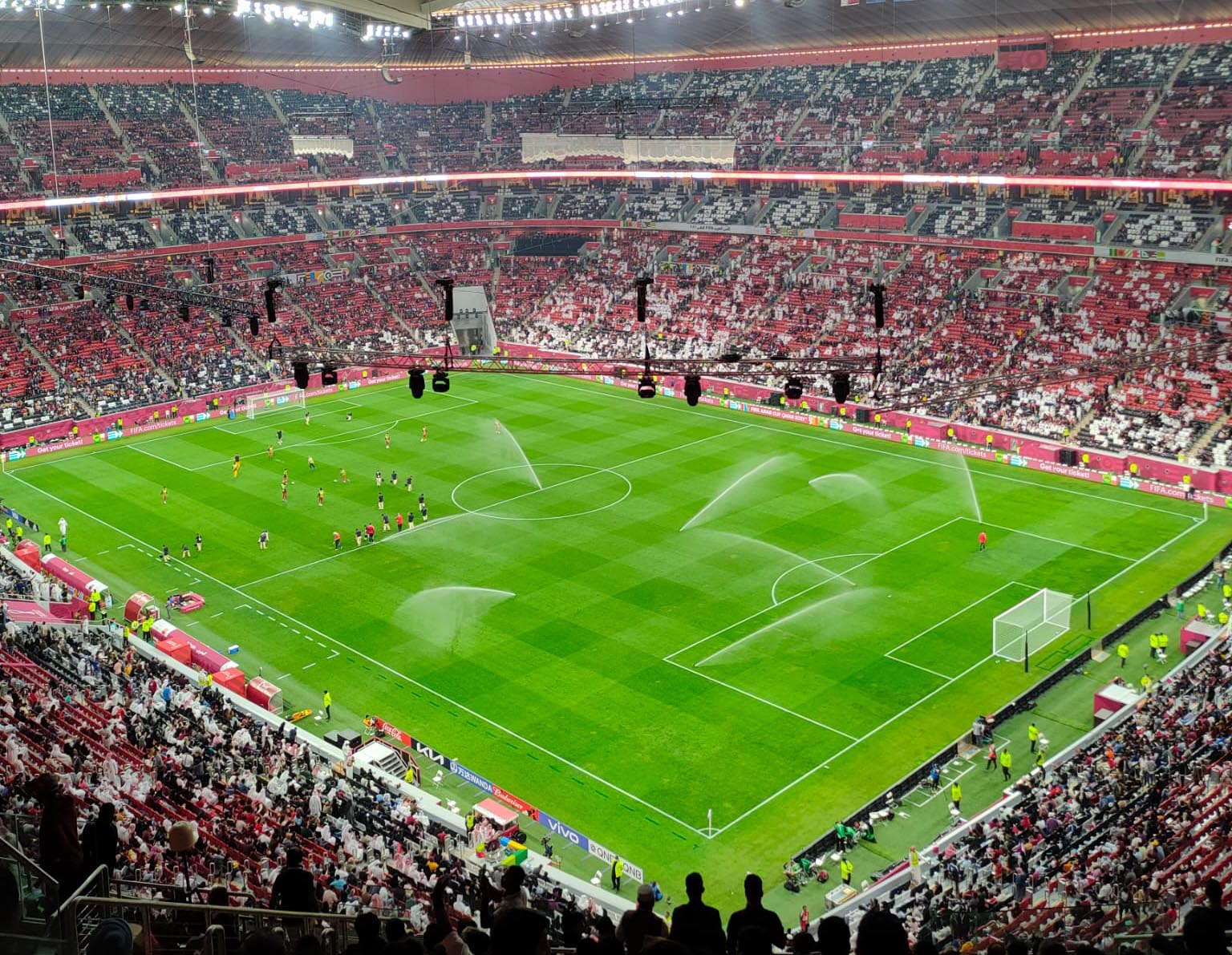
ستتم إزالة الطبقة العلوية من المقاعد في بعض الملاعب، مثل استاد البيت الذي يتسع لـ 68 ألف مقعد سيتم تقليل سعته بعد البطولة.

كُشِف عن الملاعب الخمسة الأولى المقترحة في بداية مارس 2010. تعتزم الدولة أن تعكس الملاعب والجوانب التاريخية والثقافية لدولة قطر، ولتتوافق التصاميم مع الاختصاصات التالية: الإرث، الراحة، وإمكانية الوصول والاستدامة. جُهزت الملاعب بأنظمة تبريد تهدف إلى خفض درجات الحرارة الداخلية بما يصل إلى 20 درجة مئوية (36 درجة فهرنهايت)، يتضمن تسويقهم بيانات تصف الملاعب بأنها صديقة للبيئة ولها خاصية صفر نفايات، وسيتم تفكيك الطبقات العليا من الملاعب بعد كأس العالم والتبرع بها للدول ذات البنية التحتية الرياضية الأقل تطوراً. تطمح قطر لأن تكون متوافقة ومصدقة من قبل نظام تقييم الاستدامة العالمي لجميع ملاعب كأس العالم. تم تصميم جميع مشاريع الملاعب الخمسة التي تم إطلاقها من قبل المهندس المعماري الألماني ألبرت شبير وشركاه. سيكون استاد البيت واستاد الجنوب الملاعب الداخلية الوحيدة من بين الملاعب الثمانية المستخدمة.
صدر تقرير في 9 ديسمبر 2010 نقل عن رئيس الفيفا جوزيف بلاتر قوله إن الدول الأخرى يمكن أن تستضيف بعض المباريات خلال كأس العالم. ومع ذلك، لم تُحدَّد أي دولة في التقرير. وأضاف بلاتر أن أي قرار من هذا القبيل يجب أن تتخذه قطر أولا ثم يصادق عليه مجلس الفيفا. صرح الأمير علي بن الحسين من الأردن لوكالة أسوشيتيد برس الأسترالية أن إقامة مباريات في البحرين والإمارات العربية المتحدة وربما المملكة العربية السعودية ستساعد على دمج شعوب المنطقة خلال البطولة. وفقًا لتقرير صدر في أبريل 2013 عن ميريل لينش، قسم الخدمات المصرفية الاستثمارية في بنك أمريكا، طلب المنظمون في قطر من الفيفا الموافقة على عدد أقل من الملاعب بسبب التكاليف المتزايدة. قال موقع بلومبيرغ إل بي إن قطر ترغب في خفض عدد الأماكن إلى ثمانية أو تسعة من الإثني عشر التي كان مخططا لها في الأصل. بحلول أبريل 2017، لم يكن الفيفا قد وضع اللمسات الأخيرة على عدد الملاعب التي يجب أن تكون قطر قد جهزتها في غضون خمس سنوات. قالت اللجنة العليا للمشاريع والإرث في قطر إنها تتوقع أن يكون هناك ثمانية في الدوحة وبالقرب منها، باستثناء الخور.
الملعب الأكثر استخداما هو استاد لوسيل، الذي سيستضيف 10 مباريات، بما في ذلك المباراة النهائية. يستضيف استاد البيت الذي يقع في الخور تسع مباريات. ستقام جميع المباريات التسع التي تستضيفها الخور في هذه البطولة في دائرة نصف قطرها 20 ميلاً (32 كم) من وسط الدوحة. بالإضافة إلى ذلك، ستستضيف كل من استاد خليفة الدولي، استاد الثمامة واستاد المدينة التعليمية ثماني مباريات لكل منها (يستضيف استاد خليفة الدولي مباراة تحديد المركز الثالث، بينما يستضيف استاد الثمامة واستاد المدينة التعليمية ربع النهائي لكل منهما). بينما يستضيف استاد 974، استاد الجنوب وملعب أحمد بن علي سبع مباريات لكل منها، بما في ذلك مباراة في دور الستة عشر لكل ملعب. استاد 974، المعروف سابقًا باسم ملعب رأس أبو عبود، هو سابع ملعب لكأس العالم 2022 تكمله اللجنة العليا. يأتي اسمها من عدد حاويات الشحن المستخدمة في بنائها ورمز الاتصال الدولي لدولة قطر. سيتم تفكيك الملعب بالكامل بعد البطولة، هذا الملعب هو أول ملعب مؤقت يستخدم في كأس العالم على الإطلاق. سيتم تخفيض سعة جميع الملاعب الأخرى المستخدمة باستثناء استاد خليفة الدولي بمقدار النصف.

### الملاعب
| المدينة | الملعب                  | السعة  |
| ------- | ----------------------- | ------ |
| لوسيل   | ملعب لوسيل              | 88,966 |
| الخور   | استاد البيت             | 68,895 |
| الريان  | استاد خليفة الدولي      | 45,857 |
| الريان  | ملعب أحمد بن علي        | 45,032 |
| الريان  | استاد المدينة التعليمية | 44,667 |
| الدوحة  | استاد الثمامة           | 44,400 |
| الدوحة  | استاد 974               | 44,089 |
| الوكرة  | استاد الجنوب            | 44,325 |

### مقر المنتخبات
أعلن الاتحاد الدولي لكرة القدم في يوليو 2022 عن الفنادق ومواقع التدريب الخاصة بكل فريق مشارك. تعد كأس العالم هذه الأكثر اندماجا منذ النسخة الافتتاحية في عام 1930، حيث يقع 24 من أصل 32 فريقًا ضمن دائرة نصف قطرها 10 كم من بعضها البعض، وتتركز في منطقة الدوحة. وتعتبر أول كأس منذ عام 1930 لا يحتاج فيها اللاعبون للسفر إلى مراكز المباريات كما ويمكنهم البقاء في نفس القاعدة التدريبية طوال البطولة بأكملها.
| الفريق           | الفندق                                           | مركز التدريب                                    |
| ---------------- | ------------------------------------------------ | ----------------------------------------------- |
| الأرجنتين        | نزل جامعة قطر1                                   | موقع تدريب جامعة قطر 1                          |
| أستراليا         | السكن الرياضي الجديد لأكاديمية أسباير            | مرافق تدريب المدينة الرياضية 5                  |
| بلجيكا           | منتجع وفلل هيلتون شاطئ سلوى                      | ملاعب تدريب سلوى                                |
| البرازيل         | فندق ومنتجع وستن الدوحة                          | ملعب حمد الكبير                                 |
| الكاميرون        | فندق بانيان تري الدوحة بمنطقة مشيرب              | ملعب حمد بن خليفة                               |
| كندا             | فندق سينشوري مارينا لوسيل                        | مرافق تدريب نادي أم صلال                        |
| كوستاريكا        | فندق دوسيت دي 2 الدوحة                           | ملعب حمد بن خليفة                               |
| كرواتيا          | فندق هيلتون الدوحة                               | موقع تدريب الإرسال 3                            |
| الدنمارك         | فندق ومنتجع رتاج سلوى                            | نادي السيلية 2                                  |
| الإكوادور        | فندق حياة ريجنسي أوريكس                          | مرافق تدريب نادي مسيمير                         |
| إنجلترا          | فندق سوق الوكرة قطر بإدارة تيفولي                | استاد نادي الوكرة                               |
| فرنسا            | منتجع وسبا لاكشري كوليكشن، المسيلة               | ملعب جاسم بن حمد                                |
| ألمانيا          | منتجع زلال الصحي                                 | استاد نادي الشمال                               |
| غانا             | دوبل تري من هيلتون الدوحة - السد                 | مرافق تدريب المدينة الرياضية 1                  |
| إيران            | فندق الريان الدوحة - كوريوكولكشن من هيلتون       | مرافق تدريب نادي الريان 1                       |
| اليابان          | فندق راديسون بلو، الدوحة                         | مرافق تدريب نادي السد الجديدة 1                 |
| المكسيك          | منتجع المروب في سميسمة                           | استاد الخور                                     |
| المغرب           | فندق ويندهام الدوحة ويست باي                     | استاد عبد الله بن خليفة                         |
| هولندا           | فندق سانت ريجيس الدوحة                           | موقع تدريب جامعة قطر 6                          |
| بولندا           | فندق إزدان بالاس                                 | مرافق تدريب نادي الخريطيات                      |
| البرتغال         | فندق السامرية أوتوغراف كولكشن                    | مرافق تدريب نادي الشحانية                       |
| قطر              | فندق العزيزية بوتيك                              | مرافق تدريب المدينة الرياضية 3                  |
| السعودية         | منتجع شاطئ سيلين                                 | موقع تدريب سيلين                                |
| السنغال          | صالة الدحيل الرياضية                             | نادي الدحيل 2                                   |
| صربيا            | فندق ريكسوس الخليج الدوحة                        | مرافق تدريب النادي العربي                       |
| كوريا الجنوبية   | فندق لوميريديان سيتي سنتر                        | موقع تدريب العقلة 5                             |
| إسبانيا          | نزل جامعة قطر 2                                  | موقع تدريب جامعة قطر 1                          |
| سويسرا           | فندق لورويال مريديان الدوحة                      | مرافق التدريب بجامعة الدوحة للعلوم والتكنولوجيا |
| تونس             | فندق ويندام جراند الدوحة ويست باي بيتش           | موقع تدريب العقلة 3                             |
| الولايات المتحدة | منتجع مرسى ملاذ كمبينسكي, جزيرة اللؤلؤة – الدوحة | ستاد نادي الغرافة                               |
| الأوروغواي       | فندق بولمان الخليج الغربي للدوحة                 | موقع تدريب الإرسال 1                            |
| ويلز             | فندق دلتا باي ماريوت سيتي سنتر الدوحة            | مرافق تدريب نادي السد الجديدة 2                 |

## النظام

### نظام البطولة
بطولة كأس العالم 2022 تضم 32 منتخباً من قارات العالم الست. تتنافس هذه المنتخبات لمدة 28 يوما في أرض الدولة المضيفة لنيل شرف الفوز بلقب البطولة. المرحلة الأولى من المنافسات تبدأ بدور المجموعات. ويتكون دور المجموعات من 8 مجموعات، حيث ستلعب كل أربعة منتخبات في مجموعة واحدة، يتأهل متصدر ووصيف كل مجموعة إلى الدور المقبل. قُسِّمت المنتخبات المشاركة على أربعة مستويات بالاعتماد على تصنيف الفيفا العالمي للمنتخبات وطبقا لمعايير رياضية وجغرافية. ومنذ عام 1998 أُقرت بعض القواعد في تقسيم المنتخبات، ومنها ما نص على عدم وقوع أكثر من فريقين أوروبيين في مجموعة واحدة، كما تنص على عدم وقوع أكثر من فريق واحد من كل اتحاد قاري آخر في مجموعة واحدة، لتجنيب منتخبات القارة الواحدة من المواجهة المبكرة في مجموعة واحدة. وبسبب عدم تساوي المنتخبات في الأوعية الأربعة.

### معايير كسر التعادل
يخوض كل منتخب 3 مباريات في دور المجموعات ضد الفرق الأخرى في نفس المجموعة. وستلعب الجولة الأخيرة في المجموعة بتوقيت واحد للحفاظ على العدل بين المنتخبات الأربعة. أكثر فريقين حصداً للنقاط يتأهلان للدور المقبل. ومنذ عام 1994 تستخدم النقاط لترتيب الفرق ضمن المجموعة، فتُمنح ثلاث نقاط للفوز، واحدة للتعادل ولا شيء للخسارة، بعدما كان في السابق يحصل الفائز على نقطتين فقط. وفي حالة تساوي النقاط تُطبَّق قوانين الفيفا التالية:
ترتيب الفرق المشاركة في مرحلة المجموعات يكون على النحو التالي:
1. النقاط التي حُصِل عليها.
2. فارق الأهداف المسجلة والمتلقاة لكل فريق.
3. أكثر الفرق تسجيلا للأهداف.

في حال استمرار التعادل بين فريقين أو أكثر، يكون الترتيب على النحو التالي:
1. النقاط التي حصل عليها الفريق في المباريات بين الفرق المعنية.
2. فارق الاهداف الناتجة عن مباريات المجموعة بين الفرق المعنية.
3. أكبر عدد من الأهداف المسجلة في جميع مباريات المجموعة بين الفرق المعنية.
4. اللجوء لقواعد اللعب النظيف التي تحدد على أساس البطاقات الملونة. وتُحتسَب نقاط اللعب النظيف كما يأتي: (بطاقة صفراء 1–، بطاقة حمراء غير مباشرة (إنذارين) 3–، بطاقة حمراء مباشرة 4–، بطاقة صفراء ثم طرد مباشر 5–).
5. سحب القرعة من قبل اللجنة المنظمة للفيفا.

تضم مرحلة خروج المغلوب المنتخبات الستة عشر التي تأهلت من مرحلة المجموعات في البطولة. هناك أربع أدوار من هذه المرحلة، مع كل دور تُقصى نصف عدد الفرق التي دخلت تلك المرحلة. الأدوار المتتالية هي دور الستة عشر، الدور ربع النهائي، ونصف النهائي، والمباراة النهائية. وكان هناك أيضا مباراة فاصلة لتحديد أصاحب المركز الثالث والرابع. أي تعادل في كل مباراة من مرحلة خروج المغلوب بعد لعب 90 دقيقة يعقبها ثلاثون دقيقة من الوقت الإضافي؛ وإذا بقيت النتيجة متعادلة، يُحتكم إلى ضربات ترجيحية لتحديد الفريق المتأهل إلى الدور المقبل.

## التحكيم
في مايو 2022، أعلن الاتحاد الدولي لكرة القدم عن قائمة 36 حكماً و 69 حكماً مساعداً و 24 حكماً مساعداً بالفيديو للبطولة. من بين 36 حكماً، كانت الفيفا تضم اثنين من كل من الأرجنتين، البرازيل، إنجلترا وفرنسا. ولأول مرة أدارت حكمات سيدات مباريات في بطولة كبرى للرجال. أصبحت الفرنسية ستيفاني فرابارت، الرواندية ساليما موكاسانجا واليابانية يوشيمي ياماشيتا أول حكمات يتم تعيينهن في كأس العالم للرجال. أشرفت فرابارت سابقًا على نهائي كأس العالم للسيدات 2019. وانضمت إليهن ثلاث حكام مساعدات، نيوزا باك، كاثرين نيسبيت وكارين دياز مدينا. ثم أصبحت فرابارت رسميًا أول حكمة على الإطلاق تدير مباراة في كأس العالم عندما أدارت مباراة كوستاريكا وألمانيا في المجموعة الخامسة في 1 ديسمبر 2022.

كان الحكم الغامبي باكاري غاساما والأرجنتيني المساعد خوان بابلو بيلاتي من بين الحكام الذين سيديرون مباريات في كأس العالم للمرة الثالثة. كان خوان بابلو بيلاتي حكماً مساعداً في نهائي كأس العالم 2018. ومن بين الحكام العائدين المكسيكي سيزار أرتورو راموس، الزامبي جاني سيكازوي والحكم المساعد الإيراني محمد رضا المنصوري. في 15 ديسمبر 2022، أعلن الاتحاد الدولي لكرة القدم أن الحكم البولندي شيمون مارتشينياك سيدير المباراة النهائية.
| الحكام     | الحكام                                            |
| الاتحاد    | الحكم                                             |
| ---------- | ------------------------------------------------- |
| آسيا       | عبد الرحمن الجاسم (قطر)                           |
| آسيا       | كريس بيث (أستراليا)                               |
| آسيا       | علي رضا فغاني (إيران)                             |
| آسيا       | ما نينغ (الصين)                                   |
| آسيا       | محمد عبد الله حسن محمد (الإمارات العربية المتحدة) |
| آسيا       | يوشيمي ياماشيتا (اليابان)                         |
| أفريقيا    | باكاري غاساما (غامبيا)                            |
| أفريقيا    | مصطفى غربال (الجزائر)                             |
| أفريقيا    | فيكتور جوميز (جنوب أفريقيا)                       |
| أفريقيا    | ساليما موكاسانجا (رواندا)                         |
| أفريقيا    | ماجويت نداي (السنغال)                             |
| أفريقيا    | جاني سيكازوي (زامبيا)                             |
| كونكاكاف   | إيفان بارتون (السلفادور)                          |
| كونكاكاف   | إسماعيل الفتح (الولايات المتحدة)                  |
| كونكاكاف   | ماريو إسكوبار (غواتيمالا)                         |
| كونكاكاف   | سعيد مارتينيز (هندوراس)                           |
| كونكاكاف   | سيزار أرتورو راموس (المكسيك)                      |
| كونميبول   | رافائيل كلاوس (البرازيل)                          |
| كونميبول   | أندريس ماتونتي (الأوروغواي)                       |
| كونميبول   | كيفن أورتيغا (بيرو)                               |
| كونميبول   | فرناندو راباليني (الأرجنتين)                      |
| كونميبول   | ويلتون سامبايو (البرازيل)                         |
| كونميبول   | فاكوندو تيلو (الأرجنتين)                          |
| كونميبول   | خيسوس فالنزويلا (فنزويلا)                         |
| أوقيانوسيا | ماثيو كونجر (نيوزيلندا)                           |
| أوروبا     | ستيفاني فرابارت (فرنسا)                           |
| أوروبا     | إشتفان كوفاتش (رومانيا)                           |
| أوروبا     | داني ماكيلي (هولندا)                              |
| أوروبا     | شيمون مارتشينياك (بولندا)                         |
| أوروبا     | أنتونيو ماتيو لاهوز (إسبانيا)                     |
| أوروبا     | مايكل أوليفر (إنجلترا)                            |
| أوروبا     | دانييلي أورساتو (إيطاليا)                         |
| أوروبا     | دانيال سيبرت (ألمانيا)                            |
| أوروبا     | أنتوني تايلور (إنجلترا)                           |
| أوروبا     | كليمان توربان (فرنسا)                             |
| أوروبا     | سلافكو فينتشيتش (سلوفينيا)                        |

| الحكام المساعدين | الحكام المساعدين                                  |
| الاتحاد          | الحكم المساعد                                     |
| ---------------- | ------------------------------------------------- |
| آسيا             | محمد رضا أبولفازلي (إيران)                        |
| آسيا             | طالِب سالم المري (قطر)                             |
| آسيا             | محمد أحمد يوسف الحمادي (الإمارات العربية المتحدة) |
| آسيا             | حسن المهري (الإمارات العربية المتحدة)             |
| آسيا             | سعود أحمد (قطر)                                   |
| آسيا             | أشلي بيتشام (أستراليا)                            |
| آسيا             | يي تساو (الصين)                                   |
| آسيا             | محمد رضا المنصوري (إيران)                         |
| آسيا             | أنتون سشيتين (أستراليا)                           |
| آسيا             | زيانغ شي (الصين)                                  |
| أفريقيا          | محمود أحمد كامل أبو الرجال (مصر)                  |
| أفريقيا          | جبريل كامارا (السنغال)                            |
| أفريقيا          | جيرسون ايميليانو دوس سانتوس (أنغولا)              |
| أفريقيا          | عبد الحق التشيالي (الجزائر)                       |
| أفريقيا          | مقرن جوراري (الجزائر)                             |
| أفريقيا          | أرسينيو مارينجولا (موزمبيق)                       |
| أفريقيا          | إلفيس جاي نوبوي نجينجو (الكاميرون)                |
| أفريقيا          | سورو فاتسواني (ليسوتو)                            |
| أفريقيا          | الحاجي مالك سامبا (السنغال)                       |
| أفريقيا          | زاكيلي توسي جرانفيل سيويلا (جنوب أفريقيا)         |
| كونكاكاف         | كايل أتكينز (الولايات المتحدة)                    |
| كونكاكاف         | كارين جانيت دياز ميدينا (المكسيك)                 |
| كونكاكاف         | هيلبيس رايموندو فيليز (جمهورية الدومينيكان)       |
| كونكاكاف         | ميغيل هيرنانديز (المكسيك)                         |
| كونكاكاف         | والتر لوبيز كاستيلانوس (هندوراس)                  |
| كونكاكاف         | خوان كارلوس مورا (كوستاريكا)                      |
| كونكاكاف         | ديفيد موران (السلفادور)                           |
| كونكاكاف         | ألبيرتو مورين (المكسيك)                           |
| كونكاكاف         | كاثرين نيسبيت (الولايات المتحدة)                  |
| كونكاكاف         | كوري باركر (الولايات المتحدة)                     |
| كونكاكاف         | كليب ولز (ترينيداد وتوباغو)                       |
| كونكاكاف         | زكاري جير زيجلار (سورينام)                        |
| كونميبول         | باك نيوزا (البرازيل)                              |
| كونميبول         | خوان بابلو بيلاتي (الأرجنتين)                     |
| كونميبول         | دييغو بونفا (الأرجنتين)                           |
| كونميبول         | برونو بوشيليا (البرازيل)                          |
| كونميبول         | إزيكيل برايلوفسكي (الأرجنتين)                     |
| كونميبول         | غابرييل تشاد (الأرجنتين)                          |
| كونميبول         | رودريغو فيجويريدو (البرازيل)                      |
| كونميبول         | توليو إنريكي مورينو سيدينو (فنزويلا)              |
| كونميبول         | مايكل اور مدينا (بيرو)                            |
| كونميبول         | برونو رافائيل بيرس (البرازيل)                     |
| كونميبول         | جيسوس سانشيز (بيرو)                               |
| كونميبول         | دانيلو مانيس (البرازيل)                           |
| كونميبول         | مارتن سوبي (الأوروغواي)                           |
| كونميبول         | نيكولاس تاران (الأوروغواي)                        |
| كونميبول         | خورخي أليكير أوريجو مارتينز (فنزويلا)             |
| أوقيانوسيا       | تيفيتا ماكاسيني (تونغا)                           |
| أوقيانوسيا       | مارك رول (نيوزيلندا)                              |
| أوروبا           | ميهاي أوفيديو أرتين (رومانيا)                     |
| أوروبا           | سيمون بينيت (إنجلترا)                             |
| أوروبا           | غاري بيسويك (إنجلترا)                             |
| أوروبا           | ستيوارت بارت (إنجلترا)                            |
| أوروبا           | سيرو كاربوني (إيطاليا)                            |
| أوروبا           | باو نوربير سيبريان ديفيس (إسبانيا)                |
| أوروبا           | نيكولا دانو (فرنسا)                               |
| أوروبا           | جان دي فريز (هولندا)                              |
| أوروبا           | روبيروتو دياز بيريز ديل بالومار (إسبانيا)         |
| أوروبا           | رافائيل فولتين (ألمانيا)                          |
| أوروبا           | اليساندرو جيالاتيني (إيطاليا)                     |
| أوروبا           | سيريل جرينيور (فرنسا)                             |
| أوروبا           | توماس كلانسنيك (سلوفينيا)                         |
| أوروبا           | أندراز كوفاسيتش (سلوفينيا)                        |
| أوروبا           | توماس ليستكيفيس (بولندا)                          |
| أوروبا           | فاسيلي فلورين مارينيسكو (رومانيا)                 |
| أوروبا           | آدم نون (إنجلترا)                                 |
| أوروبا           | يان سيديل (ألمانيا)                               |
| أوروبا           | باويل سوكولنيكي (بولندا)                          |
| أوروبا           | هيسيل ستيجسترا (هولندا)                           |

| الحكام المساعدين بالفيديو | الحكام المساعدين بالفيديو              |
| الاتحاد                   | حكم مساعد بالفيديو                     |
| ------------------------- | -------------------------------------- |
| آسيا                      | عبدالله المري (قطر)                    |
| آسيا                      | محمد تقي (سنغافورة)                    |
| آسيا                      | شون إيفانز (أستراليا)                  |
| أفريقيا                   | رضوان جيد (المغرب)                     |
| أفريقيا                   | عادل زوراق (المغرب)                    |
| كونكاكاف                  | درو فيشر (كندا)                        |
| كونكاكاف                  | فيرناندو غيريرو راميريز (المكسيك)      |
| كونكاكاف                  | أرماندو فياريال (الولايات المتحدة)     |
| كونميبول                  | خوليو باسكونيان (تشيلي)                |
| كونميبول                  | نيكولاس غالو (كولومبيا)                |
| كونميبول                  | ليودان غونزاليس (الأوروغواي)           |
| كونميبول                  | خوان سوتو (فنزويلا)                    |
| كونميبول                  | ماورو فيجليانو (الأرجنتين)             |
| أوروبا                    | جيروم بريسارد (فرنسا)                  |
| أوروبا                    | باستيان دانكيرت (ألمانيا)              |
| أوروبا                    | ريكاردو دي بيرغوس بينغوتيسيا (إسبانيا) |
| أوروبا                    | ماركو فريتز (ألمانيا)                  |
| أوروبا                    | أليخاندرو هرنانديز هرنانديز (إسبانيا)  |
| أوروبا                    | ماسيميليانو إيراتي (إيطاليا)           |
| أوروبا                    | توماس كويتوسكي (بولندا)                |
| أوروبا                    | خوان مارتينيز مونويرا (إسبانيا)        |
| أوروبا                    | بينوا ميلوت (فرنسا)                    |
| أوروبا                    | باولو فاليري (إيطاليا)                 |
| أوروبا                    | بول فان بويكيل (هولندا)                |

## القرعة
أقيمت قرعة كأس العالم 2022 يوم 1 أبريل 2022 في مركز الدوحة للمعارض والمؤتمرات في العاصمة الدوحة، على الساعة 19:00 بالتوقيت المحلي؛ بالتوقيت العربي القياسي. جرت القرعة قبل إنتهاء التصفيات، حيث هوية المتأهلين من الملحق القاري والمسار الأول من الملحق الأوروبي لم تكن معروفة. قدمها الممثل إدريس إلبا والمذيعة ريشمين شودري، بمشاركة ثلاثة لاعبين سابقين سبق لهم الفوز بالبطولة وهم البرازيلي كافو بطل كأس العالم مرتين في 1994 و2002، والألماني لوتار ماتيوس بطل نسخة 1990، والفرنسي مارسيل ديسايي بطل نسخة 1998، بالإضافة للقطري عادل أحمد مال الله، والإيراني علي دائي، والصربي بورا ميلوتينوفيتش، والنيجيري جي-جي أوكوشا، والجزائري رابح ماجر، والأسترالي تيم كاهيل، كما أدارت سامانثا جونسون رفقة جيرمان جيناس وكارلي لويد عملية القرعة بحضور 2000 ضيف.
قُسمت المنتخبات الإثنين والثلاثين المشاركة إلى أربعة أوعية بناءً على تصنيف فيفا العالمي الذي صدر يوم 31 مارس 2022، حيث ضم كل وعاء ثمانية منتخبات، صُنف ممثل البلد المنظم منتخب قطر في الوعاء الأول رفقة أعلى سبع منتخبات في التصنيف العالمي. احتوى الوعاء الثاني على أعلى ثمانية فرق بعد فرق الوعاء الأول، كما تَكَون الوعاء الثالث على أعلى ثمانية فرق بعد فرق الوعائين الأول والثاني، بينما ضم الوعاء الرابع أقل خمس فرق تصنيفًا رفقة الفريقين المتأهلين من الملحق العالمي بالإضافة إلى الفائز من المسار الأول من الملحق الأوروبي. مُنع وضع منتخبين من نفس الاتحاد القاري في مجموعة واحدة باستثناء فرق الاتحاد الأوروبي لكرة القدم، حيث ضمت كل مجموعة منتخبًا أوروبيًا واحدًا على الأقل وإثنين على الأكثر. بدأ سحب الفرق من الوعاء الأول وانتهى بالوعاء الرابع، كما وُضعت فرق الوعاء الأول تلقائيًا في صدارة كل مجموعة.
| وعاء 1 | وعاء 2 | وعاء 3 | وعاء 4 |
| --- | --- | --- | --- |
| قطر (51) (المضيف) · البرازيل (1) · بلجيكا (2) · فرنسا (3) · الأرجنتين (4) · إنجلترا (5) · إسبانيا (7) · البرتغال (8) | المكسيك (9) · هولندا (10) · الدنمارك (11) · ألمانيا (12) · الأوروغواي (13) · سويسرا (14) · الولايات المتحدة (15) · كرواتيا (16) | السنغال (20) · إيران (21) · اليابان (23) · المغرب (24) · صربيا (25) · بولندا (26) · كوريا الجنوبية (29) · تونس (35) | الكاميرون (37) · كندا (38) · الإكوادور (46) · السعودية (49) · غانا (60) · ويلز (18) · أستراليا (42) · كوستاريكا (31) |

مصدر:
1. ↑  أثناء القرعة، كل من المتأهل من المسار الأول من التصفيات الأوروبية، الفائز في المباراة الفاصلة بين الاتحادات القارية (آسيا ضد أمريكا الجنوبية) والفائز في المباراة الفاصلة بين الاتحادات القارية (أمريكا الشمالية ضد أوقيانوسيا) غير معروفين، لذلك وضعوا تلقائيًا في الوعاء الرابع.

### نتيجة القرعة
| المرتبة | المنتخب   |
| ------- | --------- |
| 1       | قطر       |
| 2       | الإكوادور |
| 3       | السنغال   |
| 4       | هولندا    |

| المرتبة | المنتخب          |
| ------- | ---------------- |
| 1       | إنجلترا          |
| 2       | إيران            |
| 3       | الولايات المتحدة |
| 4       | ويلز             |

| المرتبة | المنتخب   |
| ------- | --------- |
| 1       | الأرجنتين |
| 2       | السعودية  |
| 3       | المكسيك   |
| 4       | بولندا    |

| المرتبة | المنتخب  |
| ------- | -------- |
| 1       | فرنسا    |
| 2       | أستراليا |
| 3       | الدنمارك |
| 4       | تونس     |

| المرتبة | المنتخب   |
| ------- | --------- |
| 1       | إسبانيا   |
| 2       | كوستاريكا |
| 3       | ألمانيا   |
| 4       | اليابان   |

| المرتبة | المنتخب |
| ------- | ------- |
| 1       | بلجيكا  |
| 2       | كندا    |
| 3       | المغرب  |
| 4       | كرواتيا |

| المرتبة | المنتخب   |
| ------- | --------- |
| 1       | البرازيل  |
| 2       | صربيا     |
| 3       | سويسرا    |
| 4       | الكاميرون |

| المرتبة | المنتخب        |
| ------- | -------------- |
| 1       | البرتغال       |
| 2       | غانا           |
| 3       | الأوروغواي     |
| 4       | كوريا الجنوبية |

## قوائم الفرق المشاركة
لم يكن الحال في هذه البطولة مشابهاً لما كانت عليه البطولات السابقة. حيث قرر الاتحاد الدولي لكرة القدم -في أغسطس من عام 2022- زيادة عدد اللاعبين المشاركين ليصبح 26 لاعباً كحد أقصى، بدلاً من النظام السابق والذي ينص على مشاركة 23 لاعباً كحد أقصى (بينهم ثلاثة حراس مرمى وجوباً). يتوجب على المنتخبات المشاركة باختيار تشكيلتها النهائية والمكونة من 23 إلى 26 لاعبًا بحلول 13 نوفمبر 2022. وفي حالة إصابة لاعب إصابة خطيرة تبعده عن البطولة أو تأكد إصابته بمرض فيروس كورونا 2019، فإن منتخبه لديه الحق باستبداله بلاعب آخر في أي وقت حتى 24 ساعة قبل المباراة الأولى للفريق.

## حفل الافتتاح
أقيم حفل افتتاح كأس العالم 2022 يوم الأحد 20 نوفمبر 2022 على استاد البيت في الخور، قبل المباراة الافتتاحية للبطولة بين المضيفين قطر والإكوادور. وشمل الحفل عروضا للمغني وعضو مجموعة بي تي أس الكوري الجنوبي جونقكوك والمجموعة الأمريكية ذا بلاك آيد بيز. شهد الحفل العديد من الدلالات الرمزية التي تُعبر عن الترحيب والكرم والضيافة في الثقافة العربية، إلى جانب العروض الموسيقية والثقافية والبصرية المعاصرة التي تستخدم لأول مرة في تاريخ البطولة، تحت ديكور على هيئة خيمة تمثل الأرض، في رسالة لدعوة العالم للقاء والتوحد. وغلب على الحفل الذي استمر لنحو 30 دقيقة التراث الخليجي والعربي.

## مرحلة المجموعات
- الأوقات كلها حسب التوقيت المحلي: التوقيت العربي القياسي (ت ع م+03:00)

### المجموعة الأولى
أقيمت المباراة الأولى في البطولة بين قطر والإكوادور في المجموعة الأولى، سجلت الإكوادور هدفًا ألغي بداعي التسلل في الدقائق الأولى، لكنها فازت في النهاية بنتيجة 2−0 بهدفين من إينر فالنسيا. أصبحت قطر أول دولة مضيفة تخسر مباراتها الافتتاحية في كأس العالم. شوهد العديد من المواطنين القطريين يغادرون المباراة قبل نهايتها، حيث ذكرت إي إس بي إن أن ثلثي الحضور قد غادروا. وفازت هولندا 2−0 على السنغال في المباراة الأولى الأخرى، سجل كودي خاكبو الهدف الافتتاحي في الدقيقة 84 وأضاف دافي كلاسن الهدف الثاني في الوقت المحتسب بدل الضائع. واجهت السنغال قطر في المباراة الثالثة للمجموعة، استفاد بولايي ديا من خطأ بوعلام خوخي ليمنح السنغال التقدم 1−0، وسجل فامارا ديدهيو الهدف الثاني بضربة رأسية، قبل أن يسجل محمد مونتاري أول هدف لقطر في كأس العالم على الإطلاق ليقلص الفارق إلى هدف واحد. فازت السنغال في النهاية بالمباراة 3−1 بعد هدف في الدقيقة 84 بواسطة بامبا ديانغ. وبهذه النتيجة، أصبحت قطر أول فريق يتم إقصاؤه من البطولة، فضلاً عن كونها أول دولة مضيفة تُقصي من البطولة بعد مباراتين. وسجل خاكبو هدفه الثاني في البطولة حيث تقدمت هولندا على الإكوادور، لكن فالنسيا سجل هدف التعادل في الدقيقة 49. في الجولة الأخيرة فازت هولندا 2−0 على قطر بعد هدفي خاكبو ودي يونغ لتتصدر هولندا المجموعة، بينما كانت قطر أول دولة تخسر جميع مباريات المجموعة الثلاث. واجهت السنغال الإكوادور لتحديد ثاي المنتخبات المتأهلة من المجموعة. في نهاية الشوط الأول، سجل إسماعيلا سار ركلة جزاء ليضع السنغال في المقدمة. في الدقيقة 67، سجل مويسيس كايسيدو هدف التعادل، لكن بعد فترة وجيزة، منح خاليدو كوليبالي السنغال الهدف الثاني والفوز. كان الفوز كافياً لتأهل السنغال لمرحلة خروج المغلوب كوصيف المجموعة الأولى.

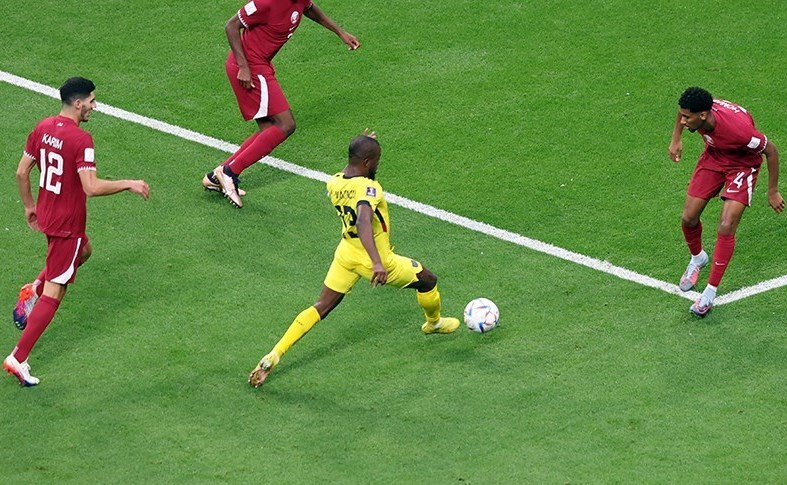
قطر ضد الإكوادور ضمن مواجهات المجموعة الأولى

| م | الفريق    | لعب | ف | ت | خ | أ.له | أ.ع | أ.ف | نقاط | التأهل                       |
| - | --------- | --- | - | - | - | ---- | --- | --- | ---- | ---------------------------- |
| 1 | هولندا    | 3   | 2 | 1 | 0 | 5    | 1   | +4  | 7    | يتقدم إلى مرحلة خروج المغلوب |
| 2 | السنغال   | 3   | 2 | 0 | 1 | 5    | 4   | +1  | 6    | يتقدم إلى مرحلة خروج المغلوب |
| 3 | الإكوادور | 3   | 1 | 1 | 1 | 4    | 3   | +1  | 4    |                              |
| 4 | قطر (H)   | 3   | 0 | 0 | 3 | 1    | 7   | −6  | 0    |                              |

| قطر | 0–2   | الإكوادور                |
| --- | ----- | ------------------------ |
|     | تقرير | فالنسيا 16' (ركلة.)، 31' |

| السنغال | 0–2   | هولندا                    |
| ------- | ----- | ------------------------- |
|         | تقرير | - خاكبو 84' - كلاسن 9+90' |

| قطر           | 1–3   | السنغال                               |
| ------------- | ----- | ------------------------------------- |
| - مونتاري 78' | تقرير | - ديا 41' - ديدهيو 48' - ب. ديانغ 84' |

| هولندا     | 1–1   | الإكوادور     |
| ---------- | ----- | ------------- |
| - خاكبو 6' | تقرير | - فالنسيا 49' |

| الإكوادور     | 1–2   | السنغال                             |
| ------------- | ----- | ----------------------------------- |
| - كايسيدو 67' | تقرير | - إ. سار 44' (ركلة.) - كوليبالي 70' |

| هولندا                       | 2–0   | قطر |
| ---------------------------- | ----- | --- |
| - خاكبو 26' - ف. دي يونغ 49' | تقرير |     |

### المجموعة الثانية

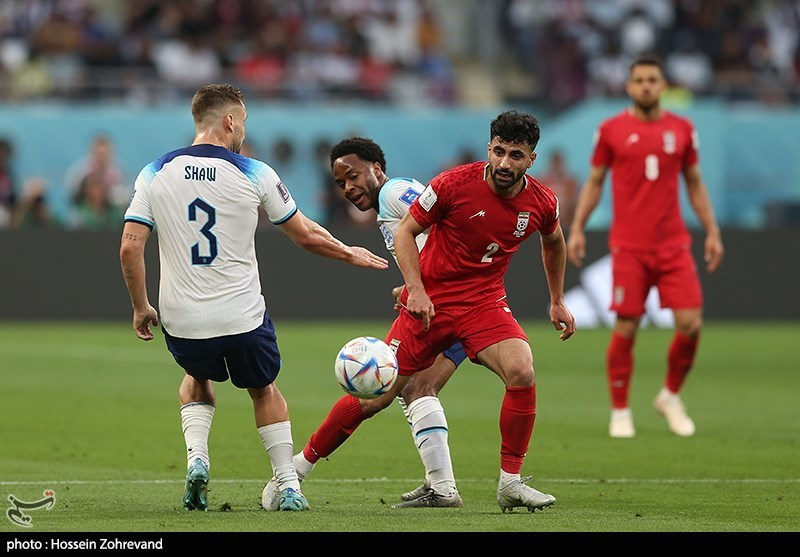
إنجلترا ضد إيران ضمن مواجهات المجموعة الثانية

فازت إنجلترا على إيران بنتيجة 6–2 وخرج الحارس الإيراني علي رضا بيرانوند من المباراة للاشتباه في إصابته بارتجاج في الدماغ، قبل أن تسجل إنجلترا ثلاثة أهداف في الشوط الأول. وسجل مهدي طارمي في الشوط الثاني وبعدها خرج هاري ماغواير مدافع إنجلترا بسبب إصابته بارتجاج هو الآخر. سجل الأمريكي تيموثي ويا هدفا في الشوط الأول ضد ويلز. ومع ذلك، انتهت المباراة بالتعادل بعد ركلة جزاء سجلها غاريث بيل. فازت إيران على ويلز 2–0 بعد البطاقة الحمراء للحارس الويلزي واين هينيسي بعد أن ارتكب خطأ خارج منطقة جزاءه. وسجل البديل روزبه جشمي الهدف الأول بعد ثماني دقائق من الوقت المحتسب بدل الضائع، تلاه هدف رامين رضائيان بعد ثلاث دقائق. انتهت مباراة إنجلترا والولايات المتحدة بالتعادل 0–0، بأربع تسديدات فقط على المرمى بينهما. وتصدرت إنجلترا بالمجموعة بعد فوزها 3–0 على ويلز بهدفين سجلهما فيل فودين وهدفين لماركوس راشفورد. سجل كريستيان بوليسيتش هدف الفوز حيث فازت الولايات المتحدة على إيران 1–0 لتتأهل إلى دور الـ16.
| م | الفريق           | لعب | ف | ت | خ | أ.له | أ.ع | أ.ف | نقاط | التأهل                       |
| - | ---------------- | --- | - | - | - | ---- | --- | --- | ---- | ---------------------------- |
| 1 | إنجلترا          | 3   | 2 | 1 | 0 | 9    | 2   | +7  | 7    | يتقدم إلى مرحلة خروج المغلوب |
| 2 | الولايات المتحدة | 3   | 1 | 2 | 0 | 2    | 1   | +1  | 5    | يتقدم إلى مرحلة خروج المغلوب |
| 3 | إيران            | 3   | 1 | 0 | 2 | 4    | 7   | −3  | 3    |                              |
| 4 | ويلز             | 3   | 0 | 1 | 2 | 1    | 6   | −5  | 1    |                              |

| إنجلترا                                                                     | 6–2   | إيران                       |
| --------------------------------------------------------------------------- | ----- | --------------------------- |
| - بيلينغهام 35' - ساكا 43'، 62' - ستيرلينغ 1+45' - راشفورد 71' - غريليش 90' | تقرير | - طارمي 65'، 13+90' (ركلة.) |

| الولايات المتحدة | 1–1   | ويلز              |
| ---------------- | ----- | ----------------- |
| - ويا 36'        | تقرير | - بيل 82' (ركلة.) |

| ويلز | 0–2   | إيران                         |
| ---- | ----- | ----------------------------- |
|      | تقرير | - جشمي 8+90' - رضائيان 11+90' |

| إنجلترا | 0–0   | الولايات المتحدة |
| ------- | ----- | ---------------- |
|         | تقرير |                  |

| ويلز | 0–3   | إنجلترا                        |
| ---- | ----- | ------------------------------ |
|      | تقرير | - راشفورد 50'، 68' - فودين 51' |

| إيران | 0–1   | الولايات المتحدة |
| ----- | ----- | ---------------- |
|       | تقرير | - بوليسيتش 38'   |

### المجموعة الثالثة

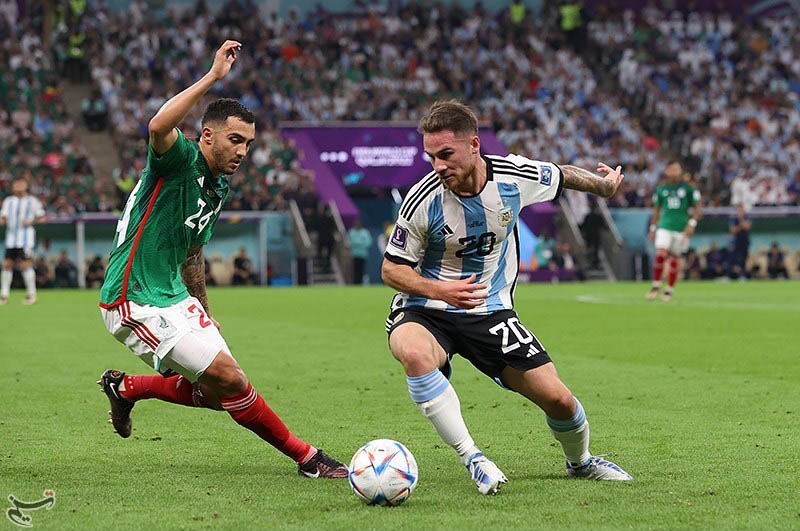
الأرجنتين ضد المكسيك ضمن مواجهات المجموعة الثالثة

تقدمت الأرجنتين مبكرا ضد السعودية بعد أن سجل ليونيل ميسي ركلة جزاء بعد عشر دقائق. لكن صالح الشهري وسالم الدوسري سجلا هدفين وحققا فوز السعودية 2–1، وهي نتيجة وصفت بأنها أكبر مفاجأة في تاريخ المونديال. انتهت المباراة بين المكسيك وبولندا بالتعادل السلبي 0–0 بعد أن صد غييرمو أوتشوا ركلة جزاء من روبرت ليفاندوفسكي. سجل ليفاندوفسكي هدفه الأول في كأس العالم خلال الفوز 2–0 على السعودية بعد أربعة أيام. هزمت الأرجنتين المكسيك 2–0، وسجل ميسي الهدف الافتتاحي وسجل زميله اينزو فرنانديز هدفه الدولي الأول. فازت الأرجنتين في مباراتها الأخيرة حيث لعبت أمام بولندا بهدفين من أليكسيس ماك اليستير وجوليان ألفاريز وهو ما كان كافياً لتصدر بالمجموعة. سجلت المكسيك هدفين ضد السعودية، ومع تقدم الأرجنتين 2–0 على بولندا، احتاجوا فقط إلى هدف واحد للتأهل إلى المركز الثاني بناءً على التعادل الفاصل لعدد الأهداف التي تم تسجيلها في جميع مباريات المجموعة، أحرز الدوسري هدفا في الوقت المحتسب بدل الضائع للسعودية. على الرغم من خسارته بهدفين أمام الأرجنتين، تأهلت بولندا إلى مرحلة خروج المغلوب بفارق الأهداف.
| م | الفريق    | لعب | ف | ت | خ | أ.له | أ.ع | أ.ف | نقاط | التأهل                       |
| - | --------- | --- | - | - | - | ---- | --- | --- | ---- | ---------------------------- |
| 1 | الأرجنتين | 3   | 2 | 0 | 1 | 5    | 2   | +3  | 6    | يتقدم إلى مرحلة خروج المغلوب |
| 2 | بولندا    | 3   | 1 | 1 | 1 | 2    | 2   | 0   | 4    | يتقدم إلى مرحلة خروج المغلوب |
| 3 | المكسيك   | 3   | 1 | 1 | 1 | 2    | 3   | −1  | 4    |                              |
| 4 | السعودية  | 3   | 1 | 0 | 2 | 3    | 5   | −2  | 3    |                              |

| الأرجنتين          | 1–2   | السعودية                      |
| ------------------ | ----- | ----------------------------- |
| - ميسي 10' (ركلة.) | تقرير | - الشهري 48' - س. الدوسري 53' |

| المكسيك | 0–0   | بولندا |
| ------- | ----- | ------ |
|         | تقرير |        |

| بولندا                           | 2–0   | السعودية |
| -------------------------------- | ----- | -------- |
| - زيلينسكي 39' - ليفاندوفسكي 82' | تقرير |          |

| الأرجنتين                 | 2–0   | المكسيك |
| ------------------------- | ----- | ------- |
| - ميسي 64' - فرنانديز 87' | تقرير |         |

| بولندا | 0–2   | الأرجنتين                       |
| ------ | ----- | ------------------------------- |
|        | تقرير | - ماك اليستير 46' - ألفاريز 67' |

| السعودية           | 1–2   | المكسيك                   |
| ------------------ | ----- | ------------------------- |
| - س. الدوسري 5+90' | تقرير | - مارتين 47' - تشافيز 52' |

### المجموعة الرابعة

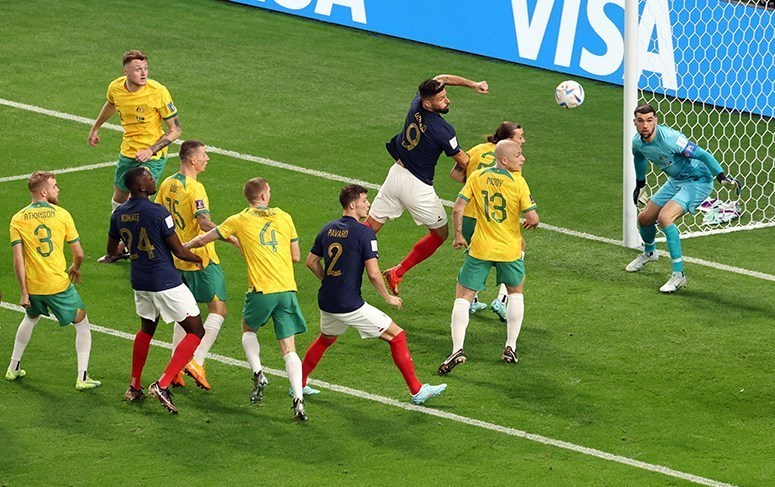
فرنسا ضد أستراليا ضمن مواجهات المجموعة الرابعة

انتهت مباراة الدنمارك وتونس بالتعادل السلبي. كان لدى كلا الفريقين أهداف ملغية بداعي التسلل. قدم لاعب الوسط الدنماركي كريستيان إريكسن أول ظهور دولي له منذ إصابته بسكتة قلبية في بطولة أمم أوروبا 2020. تأخرت فرنسا حاملة اللقب بهدف لصالح أستراليا من كريغ غودوين في غضون عشر دقائق. مع ذلك سجلت فرنسا، أربعة أهداف عن طريق أدريان رابيو، كيليان مبابي، وهدفين لأوليفييه جيرو لتنتصر فرنسا 4−1. أصبح أوليفييه جيرو الهداف التاريخي لفرنسا إلى جانب تييري هنري. سجل ميتشيل ديوك الهدف الوحيد في فوز أستراليا على تونس. كان هذا أول فوز لهم منذ كأس العالم 2010. سجل مبابي ثنائية أمام الدنمارك في انتصار بنتيجة 2−1. كان هذا كافياً لفرنسا للتأهل إلى مرحلة خروج المغلوب وهي المرة الأولى منذ أن تأهلت البرازيل في 2006 بصفتها حامل اللقب خلال الجولة الافتتاحية. سجل ماثيو لكي الهدف الوحيد عندما هزمت أستراليا الدنمارك 1−0، وتأهلت إلى مرحلة خروج المغلوب كوصيف المجموعة. وهبي خزري سجل هدفا لتونس ضد فرنسا في الدقيقة 58. على الرغم من أن أنطوان غريزمان أدرك التعادل في الوقت المحتسب بدل الضائع، إلا أنه تم إلغاؤه بداعي التسلل. احتلت تونس المركز الثالث بأربع نقاط في المجموعة، حيث كان التعادل في مباراة الدنمارك وأستراليا سيحسم تأهلها.
| م | الفريق   | لعب | ف | ت | خ | أ.له | أ.ع | أ.ف | نقاط | التأهل                       |
| - | -------- | --- | - | - | - | ---- | --- | --- | ---- | ---------------------------- |
| 1 | فرنسا    | 3   | 2 | 0 | 1 | 6    | 3   | +3  | 6    | يتقدم إلى مرحلة خروج المغلوب |
| 2 | أستراليا | 3   | 2 | 0 | 1 | 3    | 4   | −1  | 6    | يتقدم إلى مرحلة خروج المغلوب |
| 3 | تونس     | 3   | 1 | 1 | 1 | 1    | 1   | 0   | 4    |                              |
| 4 | الدنمارك | 3   | 0 | 1 | 2 | 1    | 3   | −2  | 1    |                              |

| الدنمارك | 0–0   | تونس |
| -------- | ----- | ---- |
|          | تقرير |      |

| فرنسا                                   | 4–1   | أستراليا    |
| --------------------------------------- | ----- | ----------- |
| - رابيو 27' - جيرو 32'، 71' - مبابي 68' | تقرير | - غودوين 9' |

| تونس | 0–1   | أستراليا  |
| ---- | ----- | --------- |
|      | تقرير | - دوك 23' |

| فرنسا            | 2–1   | الدنمارك          |
| ---------------- | ----- | ----------------- |
| - مبابي 61'، 86' | تقرير | - أ. كريستنسن 68' |

| أستراليا  | 1–0   | الدنمارك |
| --------- | ----- | -------- |
| - لكي 60' | تقرير |          |

| تونس       | 1–0   | فرنسا |
| ---------- | ----- | ----- |
| - خزري 58' | تقرير |       |

### المجموعة الخامسة
بدأت المجموعة الخامسة بمواجهة اليابان وألمانيا بطلة كأس العالم 2014. بعد تسجيل ركلة جزاء مبكرة من الألماني إيلكاي غوندوغان، سجلت اليابان اليابان في الشوط الثاني من قبل ريتسو دوان وتاكوما أسانو في فوز مفاجئ بنتيجة 2–1. في المباراة الأخرى، هزمت كوستاريكا ضد إسبانيا بنتيجة 7–0 بأهداف داني أولمو، ماركو أسينسيو، فيران توريس غافي، كارلوس سولير، ألفارو موراتا وهدفًا ثانيًا لتوريس. كانت هذه أكبر حصيلة في كأس العالم منذ فوز البرتغال على كوريا الشمالية في نسخة 2010 بنفس النتيجة. مع ذلك فازت كوستاريكا على اليابان بنتيجة 1–0، وسجل كيشير فولر من أول تسديدة لكوستاريكا في البطولة. تعادلت ألمانيا وإسبانيا 1–1، حيث سجل ألفارو موراتا لإسبانيا ونيكلاس فولكروغ لألمانيا. في الجولة الأخيرة، سجل موراتا الهدف الأول لإسبانيا ضد اليابان وسيطروا على الشوط الأول من المباراة، وأدركت اليابان التعادل عن طريق ريتسو دوان قبل أن يحتسب حكم الفيديو المساعد الهدف الثاني من كاورو ميتوما لأن الكرة لم تخرج بأكملها من الملعب وفازت اليابان 2–1. سجل سيرج غنابري هدفا لصالح ألمانيا ضد كوستاريكا وظلوا متقدمين حتى نهاية الشوط الأول. في الشوط الثاني، أعطت أهداف يلتسين تيخيدا وخوان بابلو فارغاس التقدم 2–1، وهو ما كان سيؤهلهم إلى الأدوار الإقصائية قبل أن تسجل ألمانيا ثلاثة أهداف أخرى اثنان من كاي هافيرتس وهدف نيكلاس فولكروغ، وانتهت بفوز ألمانيا بنتيجة 4–2 وهو ما لم يكن كافياً لتأهلهم. فيما تصدرت اليابان المجموعة قبل إسبانيا.

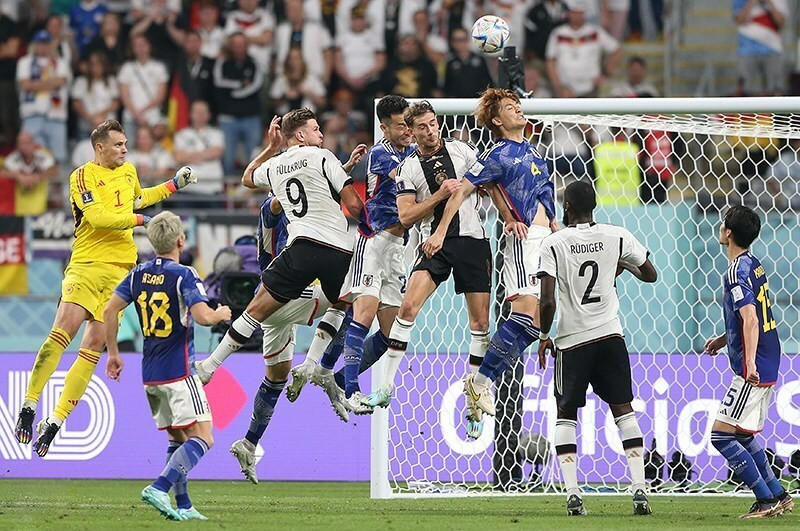
ألمانيا ضد اليابان ضمن مواجهات المجموعة الخامسة

| م | الفريق    | لعب | ف | ت | خ | أ.له | أ.ع | أ.ف | نقاط | التأهل                       |
| - | --------- | --- | - | - | - | ---- | --- | --- | ---- | ---------------------------- |
| 1 | اليابان   | 3   | 2 | 0 | 1 | 4    | 3   | +1  | 6    | يتقدم إلى مرحلة خروج المغلوب |
| 2 | إسبانيا   | 3   | 1 | 1 | 1 | 9    | 3   | +6  | 4    | يتقدم إلى مرحلة خروج المغلوب |
| 3 | ألمانيا   | 3   | 1 | 1 | 1 | 6    | 5   | +1  | 4    |                              |
| 4 | كوستاريكا | 3   | 1 | 0 | 2 | 3    | 11  | −8  | 3    |                              |

| ألمانيا                | 1–2   | اليابان                |
| ---------------------- | ----- | ---------------------- |
| - غوندوغان 33' (ركلة.) | تقرير | - دوان 75' - أسانو 83' |

| إسبانيا                                                                                     | 7–0   | كوستاريكا |
| ------------------------------------------------------------------------------------------- | ----- | --------- |
| - أولمو 11' - أسينسيو 21' - ف. توريس 31' (ركلة.)، 54' - غافي 74' - سولير 90' - موراتا 2+90' | تقرير |           |

| اليابان | 0–1   | كوستاريكا  |
| ------- | ----- | ---------- |
|         | تقرير | - فولر 81' |

| إسبانيا      | 1–1   | ألمانيا       |
| ------------ | ----- | ------------- |
| - موراتا 62' | تقرير | - فولكروغ 83' |

| اليابان                 | 2–1   | إسبانيا      |
| ----------------------- | ----- | ------------ |
| - دوان 48' - تاناكا 51' | تقرير | - موراتا 11' |

| كوستاريكا                 | 2–4   | ألمانيا                                       |
| ------------------------- | ----- | --------------------------------------------- |
| - تيخيدا 58' - فارغاس 70' | تقرير | - غنابري 10' - هافيرتس 73'، 85' - فولكروغ 89' |

### المجموعة السادسة
انتهت المباراة الأولى في المجموعة السادسة بتعادل سلبي بين المغرب وكرواتيا. تحصلت كندا على ركلة جزاء في الشوط الأول من مباراتها ضد بلجيكا والتي أنقذها تيبو كورتوا، وفازت بلجيكا بالمباراة بهدف وحيد سجله ميتشي باتشوايي. صرح روبرتو مارتينيز مدرب بلجيكا بعد المباراة أنه يعتقد أن كندا كانت الفريق الأفضل. خسرت بلجيكا 2–0 أمام المغرب، على الرغم من تسديد المغرب لهدف بعيد المدى من ركلة حرة مباشرة من حكيم زياش ألغي بداعي التسلل، مكن هدفان في الشوط الثاني من زكرياء أبوخلال ورومان سايس المغرب على الفوز بأول مباراة له في كأس العالم منذ نسخة 1998. أثارت المباراة أعمال شغب في بلجيكا، حيث اشتعلت الماجها بين السكان والألعاب النارية. سجل ألفونسو ديفيس أول هدف لكندا في نهائيات كأس العالم ليمنح كندا الصدارة على كرواتيا تلاها أهداف ماركو ليفايا ولوفرو ماجر وهدفين لأندري كراماريتش لكرواتيا الفوز بنتيجة 4–1. سجل المغرب هدفين مبكرين عن طريق حكيم زياش ويوسف النصيري في مباراتهم ضد كندا وتأهلوا بعد الفوز 2–1. وخاضت كرواتيا وبلجيكا التعادل السلبي الذي أطاح بها من البطولة.

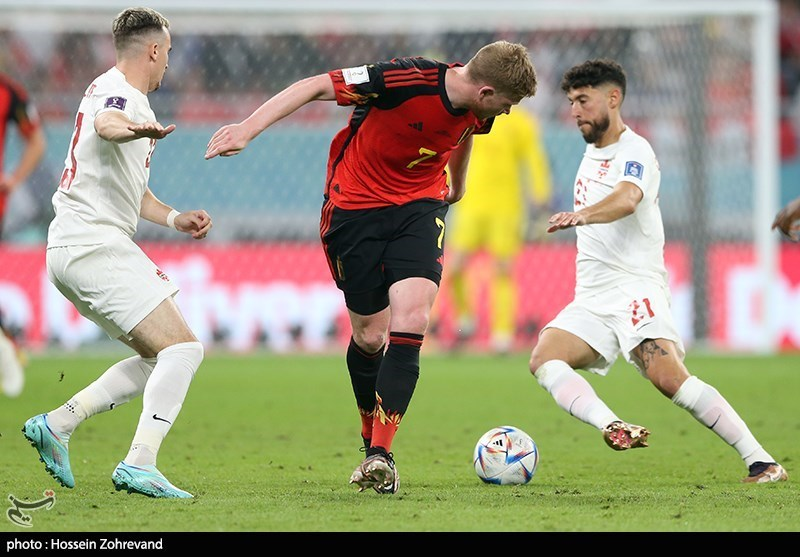
بلجيكا ضد كندا ضمن مواجهات المجموعة السادسة

| م | الفريق  | لعب | ف | ت | خ | أ.له | أ.ع | أ.ف | نقاط | التأهل                       |
| - | ------- | --- | - | - | - | ---- | --- | --- | ---- | ---------------------------- |
| 1 | المغرب  | 3   | 2 | 1 | 0 | 4    | 1   | +3  | 7    | يتقدم إلى مرحلة خروج المغلوب |
| 2 | كرواتيا | 3   | 1 | 2 | 0 | 4    | 1   | +3  | 5    | يتقدم إلى مرحلة خروج المغلوب |
| 3 | بلجيكا  | 3   | 1 | 1 | 1 | 1    | 2   | −1  | 4    |                              |
| 4 | كندا    | 3   | 0 | 0 | 3 | 2    | 7   | −5  | 0    |                              |

| المغرب | 0–0   | كرواتيا |
| ------ | ----- | ------- |
|        | تقرير |         |

| بلجيكا         | 1–0   | كندا |
| -------------- | ----- | ---- |
| - باتشوايي 44' | تقرير |      |

| بلجيكا | 0–2   | المغرب                     |
| ------ | ----- | -------------------------- |
|        | تقرير | - سايس 73' - أبوخلال 90+2' |

| كرواتيا                                        | 4–1   | كندا       |
| ---------------------------------------------- | ----- | ---------- |
| - كراماريتش 36'، 70' - ليفايا 44' - ماجر 90+4' | تقرير | - ديفيس 2' |

| كرواتيا | 0–0   | بلجيكا |
| ------- | ----- | ------ |
|         | تقرير |        |

| كندا              | 1–2   | المغرب                  |
| ----------------- | ----- | ----------------------- |
| - أكرد 40' (ه.ذ.) | تقرير | - زياش 4' - النصيري 23' |

### المجموعة السابعة
سجل بريل إمبولو الهدف الوحيد في فوز سويسرا على الكاميرون بتيجة 1–0. وأحرز ريتشارليسون هدفين خلال انتصار البرازيل على صربيا، فيما تعرض نيمار لإصابة في الكاحل. سجل الكاميروني جان شارل كاستيليتو الهدف الأول ضد صربيا، لكنهم تأخروا بسرعة حيث سجلت صربيا ثلاثة أهداف عن طريق ستراهينيا بافلوفيتش وسيرغي ميلينكوفيتش-سافيتش وألكساندر ميتروفيتش في الشوط الأول. لكن الكاميرون سجلت هدفين عن طريق فينسنت أبو بكر وإريك ماكسيم تشوبو-موتينغ، لتكمل التعادل 3–3. كان هدف كاسيميرو للبرازيل على سويسرا في الدقيقة 83 كافياً للتأهل لمرحلة خروج المغلوب. بعد أن تأهلت بالفعل، لم تتمكن البرازيل من الفوز بمباراتها الأخيرة في دور المجموعات، حيث هُزمت أمام الكاميرون 1–0 بهدف فينسنت أبو بكر الذي تم طرده لاحقًا لخلع قميصه احتفالًا بالهدف. الكاميرون ومع ذلك لم تتأهل، بعدما هزمت سويسرا صربيا 3–2.

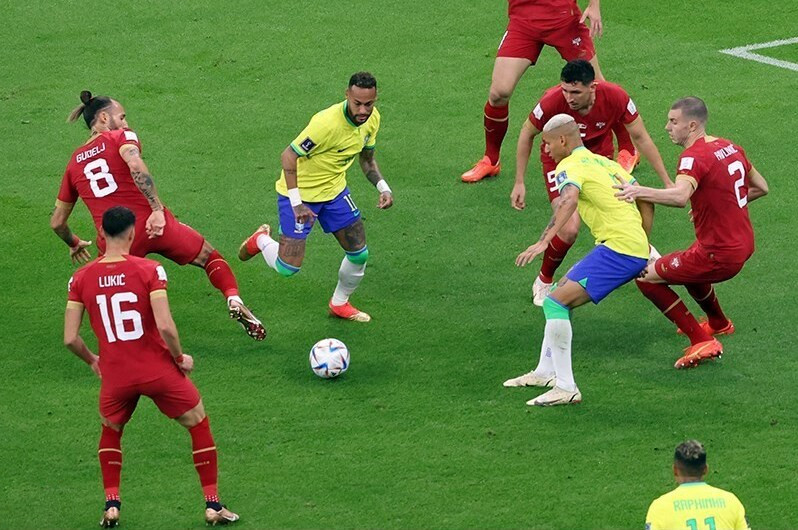
البرازيل ضد صربيا ضمن مواجهات المجموعة السابعة

| م | الفريق    | لعب | ف | ت | خ | أ.له | أ.ع | أ.ف | نقاط | التأهل                       |
| - | --------- | --- | - | - | - | ---- | --- | --- | ---- | ---------------------------- |
| 1 | البرازيل  | 3   | 2 | 0 | 1 | 3    | 1   | +2  | 6    | يتقدم إلى مرحلة خروج المغلوب |
| 2 | سويسرا    | 3   | 2 | 0 | 1 | 4    | 3   | +1  | 6    | يتقدم إلى مرحلة خروج المغلوب |
| 3 | الكاميرون | 3   | 1 | 1 | 1 | 4    | 4   | 0   | 4    |                              |
| 4 | صربيا     | 3   | 0 | 1 | 2 | 5    | 8   | −3  | 1    |                              |

| سويسرا       | 1–0   | الكاميرون |
| ------------ | ----- | --------- |
| - إمبولو 48' | تقرير |           |

| البرازيل               | 2–0   | صربيا |
| ---------------------- | ----- | ----- |
| - ريتشارليسون 62'، 73' | تقرير |       |

| الكاميرون                                        | 3–3   | صربيا                                                              |
| ------------------------------------------------ | ----- | ------------------------------------------------------------------ |
| - كاستيليتو 29' - أبو بكر 63' - تشوبو-موتينغ 66' | تقرير | - بافلوفيتش 45+1' - س. ميلينكوفيتش-سافيتش 45+3' - أ. ميتروفيتش 53' |

| البرازيل       | 1–0   | سويسرا |
| -------------- | ----- | ------ |
| - كاسيميرو 83' | تقرير |        |

| صربيا                              | 2–3   | سويسرا                                 |
| ---------------------------------- | ----- | -------------------------------------- |
| - أ. ميتروفيتش 26' - فلاهوفيتش 35' | تقرير | - شاكيري 20' - إمبولو 44' - فرويلر 48' |

| الكاميرون       | 1–0   | البرازيل |
| --------------- | ----- | -------- |
| - أبو بكر 2+90' | تقرير |          |

### المجموعة الثامنة
خلال المباراة الأولى في المجموعة الثامنة تعادلت الأوروغواي وكوريا الجنوبية سلبيا. شوط أول بدون أهداف بين البرتغال وغانا قبل تسجيل ركلة جزاء نفذها كريستيانو رونالدو ليمنح البرتغال الصدارة. بتسجيله الهدف، أصبح رونالدو أول لاعب يسجل في خمس نسخ من كأس العالم. ردت غانا بهدف من أندريه آيو قبل أهداف البرتغاليين جواو فيليكس ورفائيل لياو وضعهما في المقدمة بنتيجة 3−1. وسجل عثمان بوكاري في الدقيقة 89 ليتخلف بهدف واحد، بينما أتيحت الفرصة لإينياكي ويليامز للتعادل مع غانا في الوقت المحتسب بدل الضائع بعشر دقائق، لكنه تراجع قبل التسديد. انتهت المباراة بنتيجة 3−2. افتتح الغاني محمد ساليسو التسجيل أمام كوريا الجنوبية، وتابعها محمد قدوس. في الشوط الثاني، سجل تشو غو سونغ ثنائية لكوريا الجنوبية ليعادل النتيجة. وسجل قدوس مرة أخرى في الدقيقة 68 وفازت غانا بالمباراة 3−2. فازت البرتغال على الأوروغواي 2−0 بهدفين من برونو فيرنانديز، لتتأهل إلى مرحلة خروج المغلوب. تم أقرار ركلة جزاء مثير للجدل في وقت متأخر من المباراة، مع وجود كرة يد مشتبه بها من خوسيه خيمينيز. وتقدمت البرتغال عن طريق ريكاردو هورتا بعد 10 دقائق. ومع ذلك، فإن هدفي كم يونغ غوون وهوانغ هي−تشان منحا الفوز المباراة 2−1 لكوريا الجنوبية. سجل جيورجيان دي أراسكايتا هدفين خلال انتصار الأوروغواي على غانا 2−0. رغم ذلك، بفوز كوريا الجنوبية، احتاجت الأوروغوايإ لى هدف آخر للتقدم حيث احتلت المركز الثالث في عدد الأهداف المسجلة. وغادر العديد من لاعبي الأوروغواي الملعب بعد المباراة وقد احاطوا بالحكام وتبعوهم خارج الملعب.

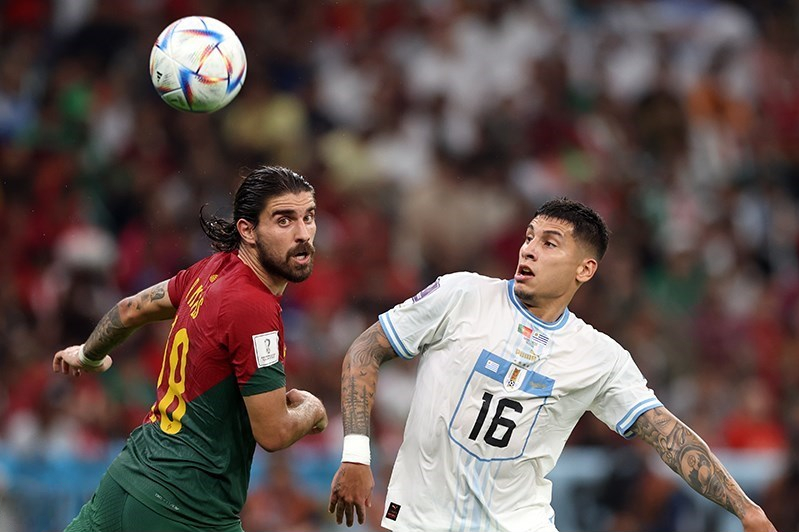
البرتغال ضد الأوروغواي ضمن مواجهات المجموعة الثامنة

| م | الفريق         | لعب | ف | ت | خ | أ.له | أ.ع | أ.ف | نقاط | التأهل                       |
| - | -------------- | --- | - | - | - | ---- | --- | --- | ---- | ---------------------------- |
| 1 | البرتغال       | 3   | 2 | 0 | 1 | 6    | 4   | +2  | 6    | يتقدم إلى مرحلة خروج المغلوب |
| 2 | كوريا الجنوبية | 3   | 1 | 1 | 1 | 4    | 4   | 0   | 4    | يتقدم إلى مرحلة خروج المغلوب |
| 3 | الأوروغواي     | 3   | 1 | 1 | 1 | 2    | 2   | 0   | 4    |                              |
| 4 | غانا           | 3   | 1 | 0 | 2 | 5    | 7   | −2  | 3    |                              |

| الأوروغواي | 0–0   | كوريا الجنوبية |
| ---------- | ----- | -------------- |
|            | تقرير |                |

| البرتغال                                      | 3–2   | غانا                      |
| --------------------------------------------- | ----- | ------------------------- |
| - رونالدو 65' (ركلة.) - فيليكس 78' - لياو 80' | تقرير | - أ. آيو 73' - بوكاري 89' |

| كوريا الجنوبية         | 2–3   | غانا                         |
| ---------------------- | ----- | ---------------------------- |
| - تشو غو سونغ 58'، 61' | تقرير | - ساليسو 24' - قدوس 34'، 68' |

| البرتغال                       | 2–0   | الأوروغواي |
| ------------------------------ | ----- | ---------- |
| - فيرنانديز 54'، 90+3' (ركلة.) | تقرير |            |

| غانا | 0–2   | الأوروغواي           |
| ---- | ----- | -------------------- |
|      | تقرير | - أراسكايتا 26'، 32' |

| كوريا الجنوبية                           | 2–1   | البرتغال   |
| ---------------------------------------- | ----- | ---------- |
| - كم يونغ غوون 27' - هوانغ هي-تشان 90+1' | تقرير | - هورتا 5' |

## مرحلة خروج المغلوب
إذا كانت نتيجة المباراة متعادلة في نهاية وقت اللعب الأصلي، يُلعب وقت إضافي (شوطان كل منهما 15 دقيقة) وتتبعها، إذا لزم الأمر، بركلات الجزاء الترجيحية لتحديد الفائزين. يوجد أدناه قوس لمرحلة خروج المغلوب من البطولة، تشير الفرق المكتوبة بخط عريض إلى الفائزين بالمباراة.

### المسار
|  | الستة عشر                          | الستة عشر                          |                           |       | ربع النهائي          | ربع النهائي          |                                |                                | نصف النهائي | نصف النهائي |  |  | النهائي | النهائي |
|  |                                    |                                    |                           |       |                      |                      |                                |                                |             |             |  |  |         |         |
|  | 3 ديسمبر – استاد خليفة الدولي      |                                    |                           |       |                      |                      |                                |                                |             |             |  |  |         |         |
|  |                                    |                                    |                           |       |                      |                      |                                |                                |             |             |  |  |         |         |
|  | هولندا                             | 3                                  |                           |       |                      |                      |                                |                                |             |             |  |  |         |         |
|  | هولندا                             | 3                                  | 9 ديسمبر – استاد لوسيل    |       |                      |                      |                                |                                |             |             |  |  |         |         |
|  | الولايات المتحدة                   | 1                                  |                           |       |                      |                      |                                |                                |             |             |  |  |         |         |
|  | الولايات المتحدة                   | 1                                  | هولندا                    | 2 (3) |                      |                      |                                |                                |             |             |  |  |         |         |
|  | 3 ديسمبر – ملعب أحمد بن علي        |                                    | هولندا                    | 2 (3) |                      |                      |                                |                                |             |             |  |  |         |         |
|  |                                    | الأرجنتين (ج.)                     | 2 (4)                     |       |                      |                      |                                |                                |             |             |  |  |         |         |
|  | الأرجنتين                          | الأرجنتين (ج.)                     | 2 (4)                     | 2     |                      |                      |                                |                                |             |             |  |  |         |         |
|  | الأرجنتين                          |                                    | 13 ديسمبر – استاد لوسيل   | 2     |                      |                      |                                |                                |             |             |  |  |         |         |
|  | أستراليا                           | 1                                  |                           |       |                      |                      |                                |                                |             |             |  |  |         |         |
|  | أستراليا                           | 1                                  | الأرجنتين                 | 3     |                      |                      |                                |                                |             |             |  |  |         |         |
|  | 5 ديسمبر – استاد الجنوب            |                                    | الأرجنتين                 | 3     |                      |                      |                                |                                |             |             |  |  |         |         |
|  |                                    | كرواتيا                            | 0                         |       |                      |                      |                                |                                |             |             |  |  |         |         |
|  | اليابان                            | كرواتيا                            | 0                         | 1 (1) |                      |                      |                                |                                |             |             |  |  |         |         |
|  | اليابان                            | 9 ديسمبر – استاد المدينة التعليمية |                           | 1 (1) |                      |                      |                                |                                |             |             |  |  |         |         |
|  | كرواتيا (ج.)                       | 1 (3)                              |                           |       |                      |                      |                                |                                |             |             |  |  |         |         |
|  | كرواتيا (ج.)                       | 1 (3)                              | كرواتيا (ج.)              | 1 (4) |                      |                      |                                |                                |             |             |  |  |         |         |
|  | 5 ديسمبر – استاد 974               |                                    | كرواتيا (ج.)              | 1 (4) |                      |                      |                                |                                |             |             |  |  |         |         |
|  |                                    | البرازيل                           | 1 (2)                     |       |                      |                      |                                |                                |             |             |  |  |         |         |
|  | البرازيل                           | البرازيل                           | 1 (2)                     | 4     |                      |                      |                                |                                |             |             |  |  |         |         |
|  | البرازيل                           |                                    | 18 ديسمبر – استاد لوسيل   | 4     |                      |                      |                                |                                |             |             |  |  |         |         |
|  | كوريا الجنوبية                     | 1                                  |                           |       |                      |                      |                                |                                |             |             |  |  |         |         |
|  | كوريا الجنوبية                     | 1                                  | الأرجنتين (ج.)            | 3 (4) |                      |                      |                                |                                |             |             |  |  |         |         |
|  | 4 ديسمبر – استاد البيت             |                                    | الأرجنتين (ج.)            | 3 (4) |                      |                      |                                |                                |             |             |  |  |         |         |
|  |                                    | فرنسا                              | 3 (2)                     |       |                      |                      |                                |                                |             |             |  |  |         |         |
|  | إنجلترا                            | فرنسا                              | 3 (2)                     | 3     |                      |                      |                                |                                |             |             |  |  |         |         |
|  | إنجلترا                            | 10 ديسمبر – استاد البيت            |                           | 3     |                      |                      |                                |                                |             |             |  |  |         |         |
|  | السنغال                            | 0                                  |                           |       |                      |                      |                                |                                |             |             |  |  |         |         |
|  | السنغال                            | 0                                  | إنجلترا                   | 1     |                      |                      |                                |                                |             |             |  |  |         |         |
|  | 4 ديسمبر – استاد الثمامة           |                                    | إنجلترا                   | 1     |                      |                      |                                |                                |             |             |  |  |         |         |
|  |                                    | فرنسا                              | 2                         |       |                      |                      |                                |                                |             |             |  |  |         |         |
|  | فرنسا                              | فرنسا                              | 2                         | 3     |                      |                      |                                |                                |             |             |  |  |         |         |
|  | فرنسا                              |                                    | 14 ديسمبر – استاد البيت   | 3     |                      |                      |                                |                                |             |             |  |  |         |         |
|  | بولندا                             | 1                                  |                           |       |                      |                      |                                |                                |             |             |  |  |         |         |
|  | بولندا                             | 1                                  | فرنسا                     | 2     |                      |                      |                                |                                |             |             |  |  |         |         |
|  | 6 ديسمبر – استاد المدينة التعليمية |                                    | فرنسا                     | 2     |                      |                      |                                |                                |             |             |  |  |         |         |
|  |                                    | المغرب                             | 0                         |       | مباراة المركز الثالث | مباراة المركز الثالث |                                |                                |             |             |  |  |         |         |
|  | المغرب (ج.)                        | المغرب                             | 0                         | 0 (3) | مباراة المركز الثالث | مباراة المركز الثالث |                                |                                |             |             |  |  |         |         |
|  | المغرب (ج.)                        | 10 ديسمبر – استاد الثمامة          | 10 ديسمبر – استاد الثمامة | 0 (3) |                      |                      | 17 ديسمبر – استاد خليفة الدولي | 17 ديسمبر – استاد خليفة الدولي |             |             |  |  |         |         |
|  | إسبانيا                            | 10 ديسمبر – استاد الثمامة          | 10 ديسمبر – استاد الثمامة | 0 (0) |                      |                      | 17 ديسمبر – استاد خليفة الدولي | 17 ديسمبر – استاد خليفة الدولي |             |             |  |  |         |         |
|  | إسبانيا                            | المغرب                             | 1                         | 0 (0) | كرواتيا              | 2                    |                                |                                |             |             |  |  |         |         |
|  | 6 ديسمبر – استاد لوسيل             | المغرب                             | 1                         |       | كرواتيا              | 2                    |                                |                                |             |             |  |  |         |         |
|  |                                    | البرتغال                           | 0                         |       | المغرب               | 1                    |                                |                                |             |             |  |  |         |         |
|  | البرتغال                           | البرتغال                           | 0                         | 6     | المغرب               | 1                    |                                |                                |             |             |  |  |         |         |
|  | البرتغال                           |                                    |                           | 6     |                      |                      |                                |                                |             |             |  |  |         |         |
|  | سويسرا                             | 1                                  |                           |       |                      |                      |                                |                                |             |             |  |  |         |         |
|  | سويسرا                             | 1                                  |                           |       |                      |                      |                                |                                |             |             |  |  |         |         |

### دور الستة عشر
أقيمت مياريات دور الـ16 في الفترة من 3 إلى 7 ديسمبر، والتي تضمنت لأول مرة فرقًا من جميع القارات الخمس. سجلت هولندا متصدرة المجموعة الأولى أهدافاً عن طريق ممفيس ديباي، دالي بليند ودينزل دومفريس خلال انتصار أمام الولايات المتحدة 3–1، وسجل حاجي رايت لصالح الولايات المتحدة. سجل ليونيل ميسي ثالث أهدافه في البطولة إلى جانب جوليان ألفاريز ليمنح الأرجنتين تقدمًا بهدفين على أستراليا وعلى الرغم من هدف إينزو فرنانديز في مرماه عبر تسديدة كريغ غودوين، فازت الأرجنتين 2–1. مكّن هدف أوليفييه جيرو وثنائية كيليان مبابي فرنسا من الفوز بنتيجة 3–1 على بولندا، حيث سجل روبرت ليفاندوفسكي الهدف الوحيد لبولندا من ركلة جزاء. فازت إنجلترا على السنغال 3–0، بأهداف من جوردان هندرسون، هاري كين وبوكايو ساكا. وسجل دايزن مايدا لليابان في مرمى كرواتيا في الشوط الأول قبل أن يحرز إيفان بيريشيتش هدف التعادل في الشوط الثاني. ظلت النتيجة متعادلة حتى بعد الوقت الإضافي، حيث انتصرت كرواتيا 3–1 بركلات الترجيح. سجل كل من فينيسيوس جونيور، نيمار، ريتشارليسون ولوكاس باكيتا أهدافا لصالح البرازيل، وسجل بايك سيونغ هو هدفا لصالح كوريا الجنوبية لتنتهي المبارا بنتيجة 4–1. انتهت المباراة بين المغرب وإسبانيا بالتعادل السلبي بعد الوقت الاصلي، مما حول المباراة إلى الوقت الإضافي. لم يتمكن أي من الفريقين من تسجيل الأهداف؛ وفاز المغرب بالمباراة 3–0 بركلات الترجيح بعد أن أضاع لاعبوا إسبانيا جميع ركلاتهم. أدت ثلاثية غونزالو راموس وأهداف بيبي، رافاييل غيريرو ورفائيل لياو إلى فوز البرتغال على سويسرا بنتيجة 6–1، كما سجل مانويل أكانجي هدف سويسرا الوحيد.
| هولندا                                  | 3–1   | الولايات المتحدة |
| --------------------------------------- | ----- | ---------------- |
| - ديباي 10' - بليند 45+1' - دومفريس 81' | تقرير | - رايت 76'       |

| الأرجنتين                | 2–1   | أستراليا              |
| ------------------------ | ----- | --------------------- |
| - ميسي 35' - ألفاريز 57' | تقرير | - فرنانديز 77' (ه.ذ.) |

| فرنسا                         | 3–1   | بولندا                      |
| ----------------------------- | ----- | --------------------------- |
| - جيرو 44' - مبابي 74'، 90+1' | تقرير | - ليفاندوفسكي 90+9' (ركلة.) |

| إنجلترا                              | 3–0   | السنغال |
| ------------------------------------ | ----- | ------- |
| - هندرسون 38' - كين 45+3' - ساكا 57' | تقرير |         |

| اليابان                              | 1–1 (ب.و.إ.) | كرواتيا                                   |
| ------------------------------------ | ------------ | ----------------------------------------- |
| - مايدا 43'                          | تقرير        | - بيريشيتش 55'                            |
| ركلات الترجيح                        |              |                                           |
| - مينامينو - ميتوما - أسانو - يوشيدا | 1–3          | - فلاشيتش - بروزوفيتش - ليفايا - بازاليتش |

| البرازيل                                                         | 4–1   | كوريا الجنوبية      |
| ---------------------------------------------------------------- | ----- | ------------------- |
| - فينيسيوس 7' - نيمار 13' (ركلة.) - ريتشارليسون 29' - باكيتا 36' | تقرير | - بايك سيونغ هو 76' |

| المغرب                          | 0–0 (ب.و.إ.) | إسبانيا                     |
| ------------------------------- | ------------ | --------------------------- |
|                                 | تقرير        |                             |
| ركلات الترجيح                   |              |                             |
| - صابيري - زياش - بانون - حكيمي | 3–0          | - سارابيا - سولير - بوسكيتس |

| البرتغال                                                   | 6–1   | سويسرا       |
| ---------------------------------------------------------- | ----- | ------------ |
| - راموس 17'، 51'، 67' - بيبي 33' - غيريرو 55' - لياو 90+2' | تقرير | - أكانجي 58' |

### ربع النهائي
أقيمت مباريات الربع النهائي يومي 9 و10 ديسمبر. انتهى الوقت الأصلي في مباراة كرواتيا والبرازيل بنتيجة 0–0 وذهبا إلى الوقت الإضافي. سجل نيمار للبرازيل في الدقيقة 105 لكن كرواتيا أدركت التعادل عن طريق برونو بيتكوفيتش في الشوط الثاني من الوقت الإضافي. مع تعادل المباراة، حسمت ركلات الترجيح المباراة، وانتهت بفوز كرواتيا 4–2. في مباراة ربع النهائي الثانية، سجل ناهويل مولينا وليونيل ميسي للأرجنتين قبل أن يعادل فوتر فيغورست بهدفين قبل وقت قصير من نهاية المباراة. ذهبت المباراة إلى الوقت الإضافي ثم ركلات الترجيح، حيث انتصرت الأرجنتين 4–3. انتصر المغرب على البرتغال 1–0 وسجل يوسف النصيري في نهاية الشوط الأول. أصبح المغرب أول دولة أفريقية وأول دولة عربية تتقدم إلى نصف نهائي البطولة. سجّل هاري كين ركلة جزاء لإنجلترا، إلا أنه أضاع ركلة جزاء ثانية فلم يكن ذلك كافياً للفوز على فرنسا، التي فازت 2–1 بفضل أهداف أوريلين تشواميني وأوليفييه جيرو، مما أرسلهم إلى الدور نصف النهائي لكأس العالم للمرة الثانية على التوالي وأصبحوا أول حامل للقب يصل إلى هذه المرحلة منذ البرازيل عام 1998.
| كرواتيا                              | 1–1 (ب.و.إ.) | البرازيل                                 |
| ------------------------------------ | ------------ | ---------------------------------------- |
| - بيتكوفيتش 117'                     | تقرير        | نيمار 105+1'                             |
| ركلات الترجيح                        |              |                                          |
| - فلاشيتش - ماجر - مودريتش - أورسيتش | 4–2          | - رودريغو - كاسيميرو - بيدرو - ماركينيوس |

| هولندا                                                    | 2–2 (ب.و.إ.) | الأرجنتين                                            |
| --------------------------------------------------------- | ------------ | ---------------------------------------------------- |
| - فيغورست 83'، 90+11'                                     | تقرير        | - مولينا 35' - ميسي 73' (ركلة.)                      |
| ركلات الترجيح                                             |              |                                                      |
| - فان دايك - بيرغويس - كووبميينيرز - فيغورست - ل. دي يونغ | 3–4          | - ميسي - باريديس - مونتييل - فرنانديز - لا. مارتينيز |

| المغرب        | 1–0   | البرتغال |
| ------------- | ----- | -------- |
| - النصيري 42' | تقرير |          |

| إنجلترا           | 1–2   | فرنسا                     |
| ----------------- | ----- | ------------------------- |
| - كين 54' (ركلة.) | تقرير | - تشواميني 17' - جيرو 78' |

### نصف النهائي
أقيمت مباريات النصف النهائي يومي 13 و14 ديسمبر. سجل ليونيل ميسي ركلة جزاء قبل أن يسجل جوليان ألفاريز هدفين ليمنح الأرجنتين الفوز 3–0 على كرواتيا. سجل تيو هرنانديز هدفا بعد خمس دقائق ليمنح التقدم لفرنسا أمام المغرب في معظم وقت المباراة، بعد ذلك سجل راندال كولو مواني الهدف الثاني في الدقيقة 78 ليكمل فوز فرنسا 2–0 على المغرب ليبلغ النهائي الثاني على التوالي.
| الأرجنتين                             | 3–0   | كرواتيا |
| ------------------------------------- | ----- | ------- |
| - ميسي 34' (ركلة.) - ألفاريز 39'، 69' | تقرير |         |

| فرنسا                          | 2–0   | المغرب |
| ------------------------------ | ----- | ------ |
| - هرنانديز 5' - كولو مواني 79' | تقرير |        |

### مباراة المركز الثالث
أقيمت مباراة تحديد المركز الثالث في 17 ديسمبر 2022. سجل جوسكو جفارديول على وجه السرعة لصالح كرواتيا، وأدرك أشرف داري التعادل بعد دقيقتين فقط. سجل ميسلاف أورسيتش هدف الفوز لكرواتيا حيث انتهت المباراة بنتيجة 2–1. حصل المغرب على المركز الرابع، وهو رقم قياسي للفريق وأفضل نتيجة لكأس العالم لأي دولة أفريقية أو عربية.
| كرواتيا                     | 2–1   | المغرب    |
| --------------------------- | ----- | --------- |
| - جفارديول 7' - أورسيتش 42' | تقرير | - داري 9' |

### النهائي
أقيمت المباراة النهائية في 18 ديسمبر 2022 بين منتخبي الأرجنتين وفرنسا. فاز كلا الفريقين باللقي مرتين سابقًا. منحت الأهداف المبكرة الأرجنتين التي سجلها ليونيل ميسي وأنخيل دي ماريا الأسبقية في مواجهة المنتخب الفرنسي، حيث تقدمت 2–0. على الرغم من التبديلات المتعددة في الشوط الأول، لم تسجل فرنسا أي تسديدة إلا بعد الدقيقة 70، لكنها نشأت بتبديلات إضافية في الدقيقة 71. بعد بضع دقائق، تم منح فرنسا ركلة جزاء بعد إسقاط راندال كولو مواني في منطقة الجزاء. سجل كيليان مبابي ركلة الجزاء وأضاف الهدف الثاني بعد أقل من دقيقتين ليعادل النتيجة 2–2. مع التعادل بهدفين لكل منهما، ذهبت المباراة إلى الوقت الإضافي. سجل ميسي هدفه الثاني في الدقيقة 108 ليمنح الأرجنتين التقدم مرة أخرى 3–2. ومع ذلك، حصل مبابي على ركلة جزاء ثانية في الدقيقة 115 بعد أن أصابت تسديدته ذراع غونزالو مونتييل. سجل مبابي هدفه الثالث، ليصبح ثاني لاعب على الإطلاق يكمل هاتريك في نهائي كأس العالم منذ جيوف هورست في نهائي 1966. مع التعادل في النتيجة 3–3، تم تحديد المباراة من خلال ركلات الترجيح. فازت الأرجنتين بالمباراة النهائية بعد أن سجلت كل الركلات الترجيحة، وفازت بنتيجة 4–2. كانت هذه ثالث فوز لهم بكأس العالم والأول منذ عام 1986. وكانت هذه هي المرة الأولى التي يفوز فيها فريق من أمريكا الجنوبية بكأس العالم منذ 20 عامًا.
| الأرجنتين                               | 3–3 (ب.و.إ.) | فرنسا                                   |
| --------------------------------------- | ------------ | --------------------------------------- |
| - ميسي 23' (ركلة.)، 108' - دي ماريا 36' | تقرير        | - مبابي 80' (ركلة.)، 81'، 118' (ركلة.)  |
| ركلات الترجيح                           |              |                                         |
| - ميسي - ديبالا - باريديس - مونتييل     | 4–2          | - مبابي - كومان - تشواميني - كولو مواني |

## الجوائز

### الجوائز الفردية
سُلِّمت جوائز كأس العالم التالية في ختام البطولة. رعت أديداس جوائز الحذاء الذهبي لأفضل هداف والكرة الذهبية لأفضل لاعب عمومًا والقفاز الذهبي لأفضل حارس مرمى.
| الكرة الذهبية                         | الكرة الفضية                          | الكرة البرونزية                       |
| ------------------------------------- | ------------------------------------- | ------------------------------------- |
| ليونيل ميسي                           | كيليان مبابي                          | لوكا مودريتش                          |
| الحذاء الذهبي                         | الحذاء الفضي                          | الحذاء البرونزي                       |
| كيليان مبابي                          | ليونيل ميسي                           | أوليفييه جيرو                         |
| 8 أهداف، 2 تمريرة حاسمة 597 دقيقة لعب | 7 أهداف، 3 تمريرة حاسمة 690 دقيقة لعب | 4 أهداف، 0 تمريرة حاسمة 423 دقيقة لعب |
| القفاز الذهبي                         |                                       |                                       |
| إيميليانو مارتينيز                    |                                       |                                       |
| جائزة أفضل لاعب شاب                   |                                       |                                       |
| اينزو فرنانديز                        |                                       |                                       |
| جائزة اللعب النظيف                    |                                       |                                       |
| إنجلترا                               |                                       |                                       |

### أفضل هدف
بالإضافة إلى ذلك، وضع موقع الاتحاد الدولي لكرة القدم قائمة مختصرة لأفضل 10 أهداف تم التصويت عليها كأفضل أهداف البطولة، الجائزة برعاية هيونداي.
| اللاعب      | الخصم | النتيجة | المرحلة          |
| ----------- | ----- | ------- | ---------------- |
| ريتشارليسون | صربيا | 2–0     | المجموعة السابعة |

## الإحصائيات

### ترتيب الهدافين

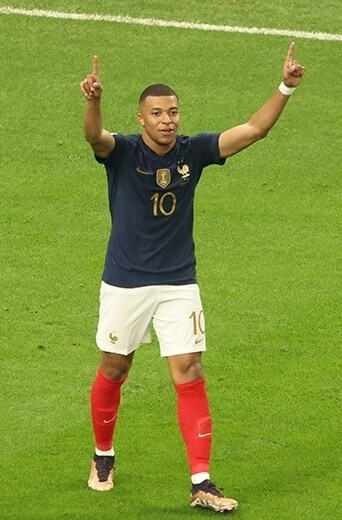
كيليان مبابي هداف كأس العالم برصيد 8 أهداف

عدد الأهداف المُسجلة  172 هدفًا  في 64 مباراة، بمتوسط 2.69 هدفًا في المباراة الواحدة.
8 أهداف
- كيليان مبابي

7 أهداف
- ليونيل ميسي

4 أهداف
- أوليفييه جيرو
- جوليان ألفاريز

3 أهداف
- ريتشارليسون
- إينر فالنسيا
- ماركوس راشفورد
- بوكايو ساكا
- كودي خاكبو
- غونسالو راموس
- ألفارو موراتا

هدفان
- فينسنت أبو بكر
- أندري كراماريتش
- هاري كين
- نيكلاس فولكروغ
- كاي هافيرتس
- محمد قدوس
- مهدي طارمي
- ريتسو دوان
- يوسف النصيري
- روبرت ليفاندوفسكي
- برونو فيرنانديز
- رفائيل لياو
- سالم الدوسري
- ألكساندر ميتروفيتش
- تشو غو سونغ
- فيران توريس
- بريل إمبولو
- جيورجيان دي أراسكايتا
- نيمار
- فوتر فيغورست

هدف
- أنخيل دي ماريا
- اينزو فرنانديز
- أليكسيس ماك
- ناهويل مولينا
- ميتشيل ديوك
- ماثيو لكي
- كريغ غودوين
- ميتشي باتشوايي
- كاسيميرو
- لوكاس باكيتا
- فينيسيوس جونيور
- جان شارل كاستيليتو
- إريك ماكسيم تشوبو-موتينغ
- ألفونسو ديفيز
- كيشير فولر
- يلتسين تيخيدا
- خوان بابلو فارغاس
- ماركو ليفايا
- لوفرو ماجر
- إيفان بيريشيتش
- جوسكو جفارديول
- ميسلاف أورسيتش
- أندرياس كريستنسن
- مويسيس كايسيدو
- جود بيلينغهام
- فيل فودين
- جاك غريليش
- جوردان هندرسون
- رحيم ستيرلينغ
- أدريان رابيو
- أوريلين تشواميني
- تيو هرنانديز
- راندال كولو مواني
- سيرج غنابري
- إيلكاي غوندوغان
- أندريه آيو
- عثمان بوكاري
- محمد ساليسو
- روزبه جشمي
- رامين رضائيان
- تاكوما أسانو
- أو تاناكا
- لويس تشافيز
- هنري مارتين
- زكرياء أبوخلال
- رومان سايس
- حكيم زياش
- أشرف داري
- دالي بليند
- ممفيس ديباي
- دينزل دومفريس
- فرينكي دي يونغ
- دافي كلاسن
- بيوتر زيلينسكي
- جواو فيليكس
- كريستيانو رونالدو
- بيبي
- رافاييل غيريرو
- ريكاردو هورتا
- محمد مونتاري
- صالح الشهري
- بولايي ديا
- فامارا ديدهيو
- بامبا ديانغ
- خاليدو كوليبالي
- إسماعيلا سار
- سيرغي ميلينكوفيتش-سافيتش
- دوشان فلاهوفيتش
- ستراهينيا بافلوفيتش
- هوانغ هي-تشان
- كم يونغ غوون
- بايك سيونغ هو
- ماركو أسينسيو
- غافي
- داني أولمو
- كارلوس سولير
- ريمو فرويلر
- شيردان شاكيري
- وهبي خزري
- كريستيان بوليسيتش
- تيموثي ويا
- حاجي رايت
- غاريث بيل

هدف ذاتي
- إينزو فرنانديز (ضد أستراليا)
- نايف أكرد (ضد كندا)

مصدر: الاتحاد الدولي لكرة القدم 

### الانضباط
يُوقف اللاعب تلقائيًا في المباراة التالية بسبب المخالفات الآتية:
- الحصول على بطاقة حمراء (قد يجري تمديد تعليق البطاقة الحمراء للمخالفات الخطيرة)
- تلقي بطاقتين صفراوين في مباراتين؛ تنتهي صلاحية البطاقات الصفراء بعد الانتهاء من ربع النهائي (لا يُرحَّل تعليق البطاقة الصفراء إلى أي مباريات دولية أخرى في المستقبل)

سيجري تقديم الإيقافات التالية أثناء البطولة:
| لاعب                          | البطاقة | التعليق (الإيقاف)                                                           |
| ----------------------------- | --- | --------------------------------------------------------------------------- |
| واين هينيسي                   | (المجموعة الثانية ضد إيران، الجولة الثانية، 25 نوفمبر)                                                                | (المجموعة الثانية ضد إنجلترا، الجولة الثالثة، 29 نوفمبر)                    |
| علي رضا جهانبخش               | (المجموعة الثانية ضد إنجلترا، الجولة الأولى، 21 نوفمبر) · (المجموعة الثانية ضد ويلز، الجولة الثانية، 25 نوفمبر)       | (المجموعة الثانية ضد الولايات المتحدة الأمريكية، الجولة الثالثة، 29 نوفمبر) |
| جيجسون مينديز                 | (المجموعة الأولى ضد قطر، الجولة الأولى، 20 نوفمبر) · (المجموعة الأولى ضد هولندا، الجولة الثانية، 25 نوفمبر)           | (المجموعة الأولى ضد السنغال، الجولة الثالثة، 29 نوفمبر)                     |
| عبد الإله المالكي             | (المجموعة الثالثة ضد الأرجنتين، الجولة الأولى، 22 نوفمبر) · (المجموعة الثالثة ضد بولندا، الجولة الثانية، 26 نوفمبر)   | (المجموعة الثالثة ضد المكسيك، الجولة الثالثة، 30 نوفمبر)                    |
| فرانسيسكو كالفو               | (المجموعة الخامسة ضد إسبانيا، الجولة الأولى، 23 نوفمبر) · (المجموعة الخامسة ضد اليابان، الجولة الثانية، 27 نوفمبر)    | (المجموعة الخامسة ضد ألمانيا، الجولة الثالثة، 1 ديسمبر)                     |
| أمادو اونانا                  | (المجموعة السادسة ضد كندا، الجولة الأولى، 23 نوفمبر) · (المجموعة السادسة ضد المغرب، الجولة الثانية، 27 نوفمبر)        | (المجموعة السادسة ضد كرواتيا، الجولة الثالثة، 1 ديسمبر)                     |
| باولو بينتو (مدرب)            | (المجموعة الثامنة ضد غانا، الجولة الثانية، 28 نوفمبر)                                                                 | (المجموعة الثامنة ضد البرتغال، الجولة الثالثة، 2 ديسمبر)                    |
| إدريسا غي                     | (المجموعة الأولى ضد هولندا، الجولة الأولى، 21 نوفمبر) · (المجموعة الأولى ضد الإكوادور، الجولة الثالثة، 29 نوفمبر)     | دور الـ16 ضد إنجلترا (4 ديسمبر)                                             |
| عبد الإله العمري              | (المجموعة الثالثة ضد بولندا، الجولة الثانية، 26 نوفمبر) · (المجموعة الثالثة ضد المكسيك، الجولة الثالثة، 30 نوفمبر)    | تم إقصاء الفريق من البطولة                                                  |
| كو إيتاكورا                   | (المجموعة الخامسة ضد كوستاريكا، الجولة الثانية، 27 نوفمبر) · (المجموعة الخامسة ضد إسبانيا، الجولة الثالثة، 1 ديسمبر)  | دور الـ16 ضد كرواتيا (5 ديسمبر)                                             |
| أليدو سيدو                    | (المجموعة الثامنة ضد البرتغال، الجولة الأولى، 24 نوفمبر) · (المجموعة الثامنة ضد الأوروغواي، الجولة الثالثة، 2 ديسمبر) | تم إقصاء الفريق من البطولة                                                  |
| ستراهينيا بافلوفيتش           | (المجموعة السابعة ضد الكاميرون، الجولة الثانية، 28 نوفمبر) · (المجموعة السابعة ضد سويسرا، الجولة الثالثة، 2 ديسمبر)   | تم إقصاء الفريق من البطولة                                                  |
| نيمانيا غوديلي                | (المجموعة السابعة ضد البرازيل، الجولة الاولى، 24 نوفمبر) · (المجموعة السابعة ضد سويسرا، الجولة الثالثة، 2 ديسمبر)     | تم إقصاء الفريق من البطولة                                                  |
| نيكولا ميلينكوفيتش            | (المجموعة السابعة ضد الكاميرون، الجولة الثانية، 28 نوفمبر) · (المجموعة السابعة ضد سويسرا، الجولة الثالثة، 2 ديسمبر)   | تم إقصاء الفريق من البطولة                                                  |
| فينسنت أبو بكر                | (المجموعة السابعة ضد البرازيل، الجولة الثالثة، 2 ديسمبر)                                                              | تم إقصاء الفريق من البطولة                                                  |
| كولينز فاي                    | (المجموعة السابعة ضد الكاميرون، الجولة الأولى، 24 نوفمبر) · (المجموعة السابعة ضد البرازيل، الجولة الثالثة، 2 ديسمبر)  | تم إقصاء الفريق من البطولة                                                  |
| جاكسون إرفين                  | (المجموعة الرابعة ضد فرنسا، الجولة الأولى، 22 نوفمبر) · (دور الـ16 ضد الأرجنتين، 3 ديسمبر)                            | تم إقصاء الفريق من البطولة                                                  |
| ميلوس ديجينيك                 | (المجموعة الرابعة ضد الدنمارك، الجولة الثالثة، 30 نوفمبر) · (دور الـ16 ضد الأرجنتين، 3 ديسمبر)                        | تم إقصاء الفريق من البطولة                                                  |
| ماتي كاش                      | (المجموعة الثالثة ضد السعودية، الجولة الثانية، 26 نوفمبر) · (دور الـ16 ضد فرنسا، 4 ديسمبر)                            | تم إقصاء الفريق من البطولة                                                  |
| جونغ وو يونغ                  | (المجموعة الثامنة ضد غانا، الجولة الثانية، 28 نوفمبر) · (دور الـ16 ضد البرازيل، 5 ديسمبر)                             | تم إقصاء الفريق من البطولة                                                  |
| وليد شديرة                    | (دور الربع ضد البرتغال 10 ديسمبر)                                                                                     | نصف النهائي (14 ديسمبر)                                                     |
| ماريو ماندجوكيتش (مدرب مساعد) | (دور النصف ضد الأرجنتين 13 ديسمبر)                                                                                    | مباراة تحديد المركز الثالث ضد المغرب (17 ديسمبر)                            |

### الترتيب النهائي

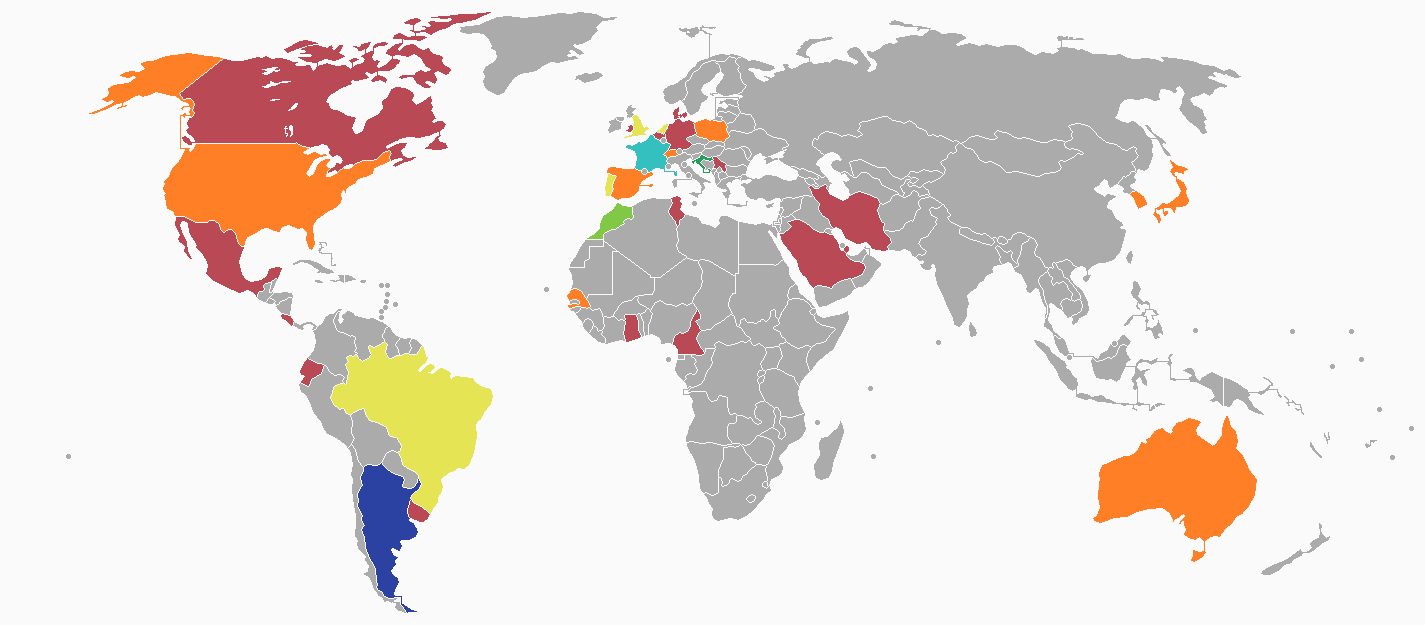
نتائج المنتخبات المشاركة في البطولة:
البطل
الوصيف
المركز الثالث
المركز الرابع
ربع النهائي
دور الـ16
مرحلة المجموعات

| المرتبة                             | المنتخب          | المجموعة | لعب | فاز | عدل | خسر | له | عليه | الفارق | النقاط |
| ----------------------------------- | ---------------- | -------- | --- | --- | --- | --- | -- | ---- | ------ | ------ |
| 1                                   | الأرجنتين        | الثالثة  | 7   | 4   | 2   | 1   | 15 | 8    | 7+     | 14     |
| 2                                   | فرنسا            | الرابعة  | 7   | 5   | 1   | 1   | 16 | 8    | 8+     | 16     |
| 3                                   | كرواتيا          | السادسة  | 7   | 2   | 4   | 1   | 8  | 7    | 1+     | 10     |
| 4                                   | المغرب           | السادسة  | 7   | 3   | 2   | 2   | 6  | 5    | 1+     | 11     |
| خرجوا من البطولة في دور ربع النهائي |                  |          |     |     |     |     |    |      |        |        |
| 5                                   | هولندا           | الأولى   | 5   | 3   | 2   | 0   | 10 | 4    | 6+     | 11     |
| 6                                   | إنجلترا          | الثانية  | 5   | 3   | 1   | 1   | 13 | 4    | 9+     | 10     |
| 7                                   | البرازيل         | السابعة  | 5   | 3   | 1   | 1   | 8  | 3    | 5+     | 10     |
| 8                                   | البرتغال         | الثامنة  | 5   | 3   | 0   | 2   | 12 | 6    | 6+     | 9      |
| خرجوا من البطولة في دور ستة العشرة  |                  |          |     |     |     |     |    |      |        |        |
| 9                                   | اليابان          | الخامسة  | 4   | 2   | 1   | 1   | 5  | 4    | 1+     | 7      |
| 10                                  | السنغال          | الأولى   | 4   | 2   | 0   | 2   | 5  | 7    | 2–     | 6      |
| 11                                  | أستراليا         | الرابعة  | 4   | 2   | 0   | 2   | 4  | 6    | 2–     | 6      |
| 12                                  | سويسرا           | السابعة  | 4   | 2   | 0   | 2   | 5  | 9    | 4–     | 6      |
| 13                                  | إسبانيا          | الخامسة  | 4   | 1   | 2   | 1   | 9  | 3    | 6+     | 5      |
| 14                                  | الولايات المتحدة | الثانية  | 4   | 1   | 2   | 1   | 3  | 4    | 1–     | 5      |
| 15                                  | بولندا           | الثالثة  | 4   | 1   | 1   | 2   | 3  | 5    | 2–     | 4      |
| 16                                  | كوريا الجنوبية   | الثامنة  | 4   | 1   | 1   | 2   | 5  | 8    | 3–     | 4      |
| خرجوا من البطولة في دور المجموعات   |                  |          |     |     |     |     |    |      |        |        |
| 17                                  | ألمانيا          | الخامسة  | 3   | 1   | 1   | 1   | 6  | 5    | 1+     | 4      |
| 18                                  | الإكوادور        | الأولى   | 3   | 1   | 1   | 1   | 4  | 3    | 1+     | 4      |
| 19                                  | الكاميرون        | السابعة  | 3   | 1   | 1   | 1   | 4  | 4    | 0      | 4      |
| 20                                  | الأوروغواي       | الثامنة  | 3   | 1   | 1   | 1   | 2  | 2    | 0      | 4      |
| 21                                  | تونس             | الرابعة  | 3   | 1   | 1   | 1   | 1  | 1    | 0      | 4      |
| 22                                  | المكسيك          | الثالثة  | 3   | 1   | 1   | 1   | 2  | 3    | 1–     | 4      |
| 23                                  | بلجيكا           | السادسة  | 3   | 1   | 1   | 1   | 1  | 2    | 1–     | 4      |
| 24                                  | غانا             | الثامنة  | 3   | 1   | 0   | 2   | 5  | 7    | 2–     | 3      |
| 25                                  | السعودية         | الثالثة  | 3   | 1   | 0   | 2   | 3  | 5    | 2–     | 3      |
| 26                                  | إيران            | الثانية  | 3   | 1   | 0   | 2   | 4  | 7    | 3–     | 3      |
| 27                                  | كوستاريكا        | الخامسة  | 3   | 1   | 0   | 2   | 3  | 11   | 8–     | 3      |
| 28                                  | الدنمارك         | الرابعة  | 3   | 0   | 1   | 2   | 1  | 3    | 2–     | 1      |
| 29                                  | صربيا            | السابعة  | 3   | 0   | 1   | 2   | 5  | 8    | 3–     | 1      |
| 30                                  | ويلز             | الثانية  | 3   | 0   | 1   | 2   | 1  | 6    | 5–     | 1      |
| 31                                  | كندا             | السادسة  | 3   | 0   | 0   | 3   | 2  | 7    | 5–     | 0      |
| 32                                  | قطر              | الأولى   | 3   | 0   | 0   | 3   | 1  | 7    | 6–     | 0      |

## التسويق

### الشعار
كُشِف عن الشعار الرسمي في 3 سبتمبر 2019 خلال فعاليات متزامنة في برج الدوحة، مسرح قرية كتارا الثقافية، مشيرب قلب الدوحة والزبارة. وهو مصمم ليشبه كأس البطولة ورمز اللانهاية والرقم 8، مما يعكس الحدث المترابط والملاعب الثمانية المضيفة. كما أنه يستحضر صور الشالات للدلالة على الجدول الشتوي للبطولة، وتحتوي على موجات تشبه الكثبان الصحراوية. تتضمن طباعة العلامة النصية للشعار الكشيدة، وهي ممارسة إطالة أجزاء معينة من الأحرف في النص العربي لتوفير التركيز المطبعي.

### كرة البطولة

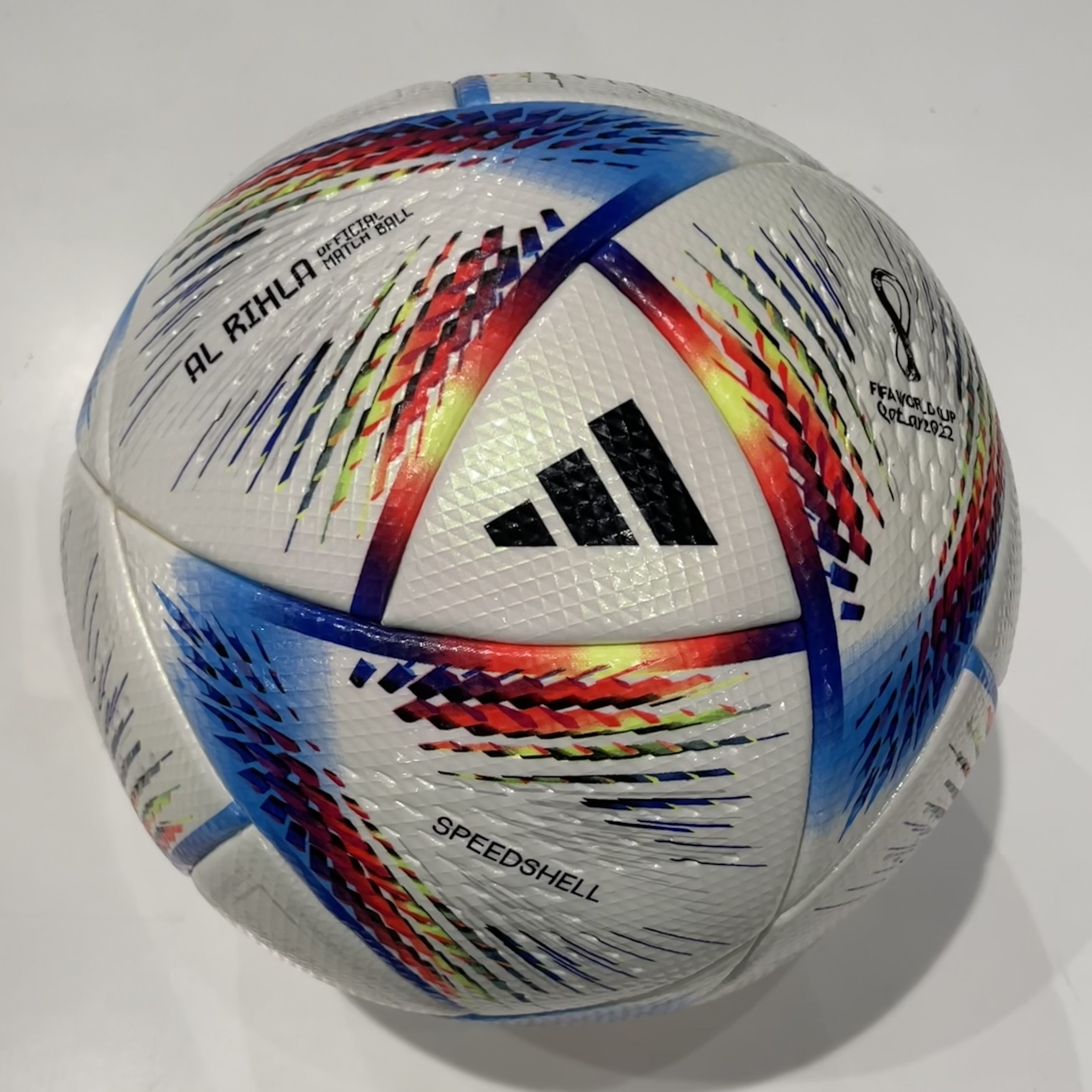
الرحلة، كرة البطولة الرسمية.

الرحلة هي الكرة الرسمية لبطولة كأس العالم 2022 المقامة في قطر، صُممت الكرة من قبل شركة أديداس الرياضية في ألمانيا، وهي الشريك الرسمي للاتحاد الدولي لكرة القدم والمورد الرسمي لكرات كأس العالم منذ بطولة 1970، استخدمت أولى كرات شركة أديداس في كأس العالم 1970 وهي كرة أديداس تيليستار، ومنذ ذلك الوقت تقوم شركة أديداس الرياضية بتصميم الكرات المخصصة لكأس العالم.
تعتبر هذه الكرة هي الكرة الرابعة عشر على التوالي التي تصنعها أديداس للمونديال. اختير هذا الاسم للكرة لأنها مستوحاة من ثقافة وعمارة وقوارب قطر، إضافة لعلمها الوطني. تعتبر الكرة هي الأسرع في تاريخ كأس العالم، حيث تتحرك في الهواء بشكل أسرع من أي من كرات كأس العالم السابقة، كما أنها أول كرة تُصنَّع من الأحبار والمواد اللاصقة القائمة على الماء. نشر ليونيل ميسي عبر يومايته على إنستغرام مقطع فيديو يظهر فيه وشمه الجديد، وهو كرة الرحلة، وكُتب فوقها كلمة "Vamos" والتي تعني «لنذهب»، ورقم 2022.
أُعلن عن الكرة الرسمية لمبارتي نصف النهائي ومباراة تحديد المركز الثالث والمباراة النهائية في 11 ديسمبر 2022. وهي نسخة مختلفة من كرة أديداس "الرحلة" المسماة "الحلم"، في إشارة إلى حلم كل دولة في رفع كأس العالم. في حين أن الجوانب الفنية للكرة هي نفسها، فإن اللون يختلف عن كرات الرحلة المستخدمة في مرحلة المجموعات ومرحلة خروج المغلوب، بتصميم ذهبي معدني، في إشارة إلى ألوان علم قطر والألوان الذهبية يتقاسمها لون استاد لوسيل وكأس بطولة كأس العالم.

### التميمة

لعيب، تميمة كأس العالم 2022.

لعيب هو تميمة بطولة كأس العالم 2022 في قطر، أعلن عنه يوم 1 أبريل 2022 خلال قرعة كأس العالم 2022. وهو مجسم بزي عربي؛ يتكون من شماغ أبيض ومرتديًا العقال. ترمز التميمة بحسب اللجنة العليا للمشاريع والإرث إلى شخصية مرحة قادمة من عالم افتراضي يجمع تمائم كأس العالم السابقة، حيث لا يمكن تصنيف هذا الكائن كشيء معين، كما أنه يحب المغامرة والاستكشاف وتقديم المساعدة.
أصل كلمة لعيب باللهجة الخليجية وتعني اللاعب الموهوب جدًا. تواجدت التميمة في كل مكان للترحيب بجماهير كرة القدم، قبل انطلاق البطولة وخلال منافساتها من 20 نوفمبر حتى 18 ديسمبر.

### ألبوم الأغاني الرسمي

غلاف أغنية "هيا هيا (نحن أفضل معا)".

اختار الفيفا المغنية القطرية عائشة بالاشتراك مع المغنى الأمريكي ترينيداد كاردونا والمغني النيجيري دافيدو لأداء الأغنية الرسمية الأولى لكأس العالم 2022، والتي عنوانها "هيا هيا (نحن أفضل معا)"، وقد أُنتجت الأغنية من قبل منتج أسطوانات ومغني المغربي ريدوان، ومن تسجيلات ديف جام الأمريكية. أُصدرت الأغنية رسمياً في 1 أبريل 2022 قبل حفل قرعة كأس العالم 2022.
أصدرت الأغنية الثانية في 19 أغسطس 2022 بعنوان "أرحبو" بأداء المغني الكونغولي غيمس والبورتوريكي اوزونا مصحوبة بفيديو موسيقي. الأغنية الثالثة هي "العالم ملك لك" التي قدمها مغني الراب الأمريكي ليل بيبي، بالتعاون مع بدويايزر، وتم إصدارها في 23 سبتمبر 2022 جنبًا إلى جنب مع الفيديو الموسيقي. الأغنية الرابعة هي "نور السماء" غناء نورة فتحي، منال بنشليخة، رحمة رياض وبلقيس. من تأليف ريدوان وأصدِرت في 7 أكتوبر 2022 مع الفيديو الموسيقي.
صدرت الأغنية الخامسة "توكو تاكا" التي قدمتها نيكي ميناج ومالوما وميريام فارس في 17 نوفمبر 2022 إلى جانب الفيديو الموسيقي، لتكون الأغنية الرسمية لمهرجان فيفا للمشجعين. الأغنية الأخيرة هي "الحالمون" للمغني الكوري جانغ-كوك من بي تي أس والتي صدرت في 20 نوفمبر 2022. تم أداؤها مع فهد الكبيسي خلال حفل الافتتاح.

### الرعاة
| شركاء الفيفا                                                                                  | رعاة كأس العالم                                                                   | مساعدون من أفريقيا والشرق الأوسط                | مساعدون من أمريكا الشمالية      | مساعدون من أمريكا الجنوبية  |
| --------------------------------------------------------------------------------------------- | --------------------------------------------------------------------------------- | ----------------------------------------------- | ------------------------------- | --------------------------- |
| - أديداس - كوكا كولا - هيونداي–كيا - الخطوط الجوية القطرية - فيزا - مجموعة واندا - قطر للطاقة | - إيه بي إنبيف - بايجوز - كريبتو.كوم - هايسنس - ماكدونالدز - مينجنيو دايري - فيفو | - شركة الخليج للمخازن - أوريدو - بنك قطر الوطني | - ألغوراند - فريتو-لاي - ذا لوك | - كلارو - نوبانك - يو بي آل |

### البث التلفزيوني
حقوق بث مباريات كأس العالم هي مجموعة من الحقوق التي يمنحها الاتحاد الدولي لكرة القدم للقنوات التلفزيونية، ليتمكن المشاهد من متابعة منتخب بلده أو منتخبه المفضل، وسُلِّمت الحقوق باتفاق بين إدارة الفيفا المختصة في النقل التلفزيوني والقنوات التلفزيونية مقابل مبالغ مالية متفق عليها، سواء أكانت قنوات رسمية للدول أو قنوات خاصة عن طريق مزايدة في حالة توافر قناتين أو أكثر في نفس البلد أو المنطقة. وقد وزع الفيفا حقوق بث مباريات كأس العالم حسب المناطق والدول، حيث ستنقل مباريات البطولة في منطقة الشرق الأوسط وشمال أفريقيا من خلال شبكة بي إن سبورتس العربية.

## البنية التحتية والاستعدادات

### الميزانية

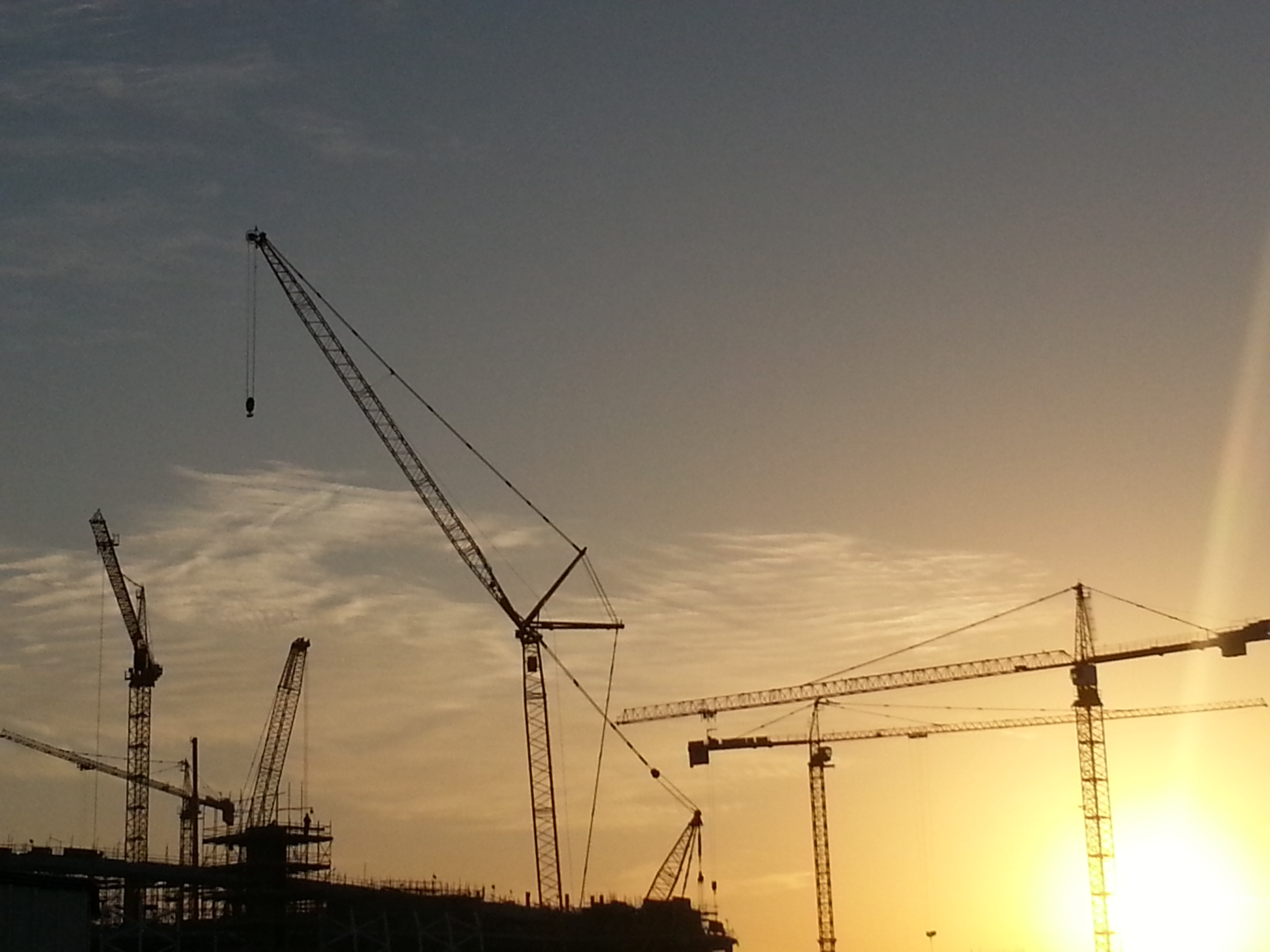
استاد الثمامة في الدوحة أثناء البناء في 11 نوفمبر 2013.

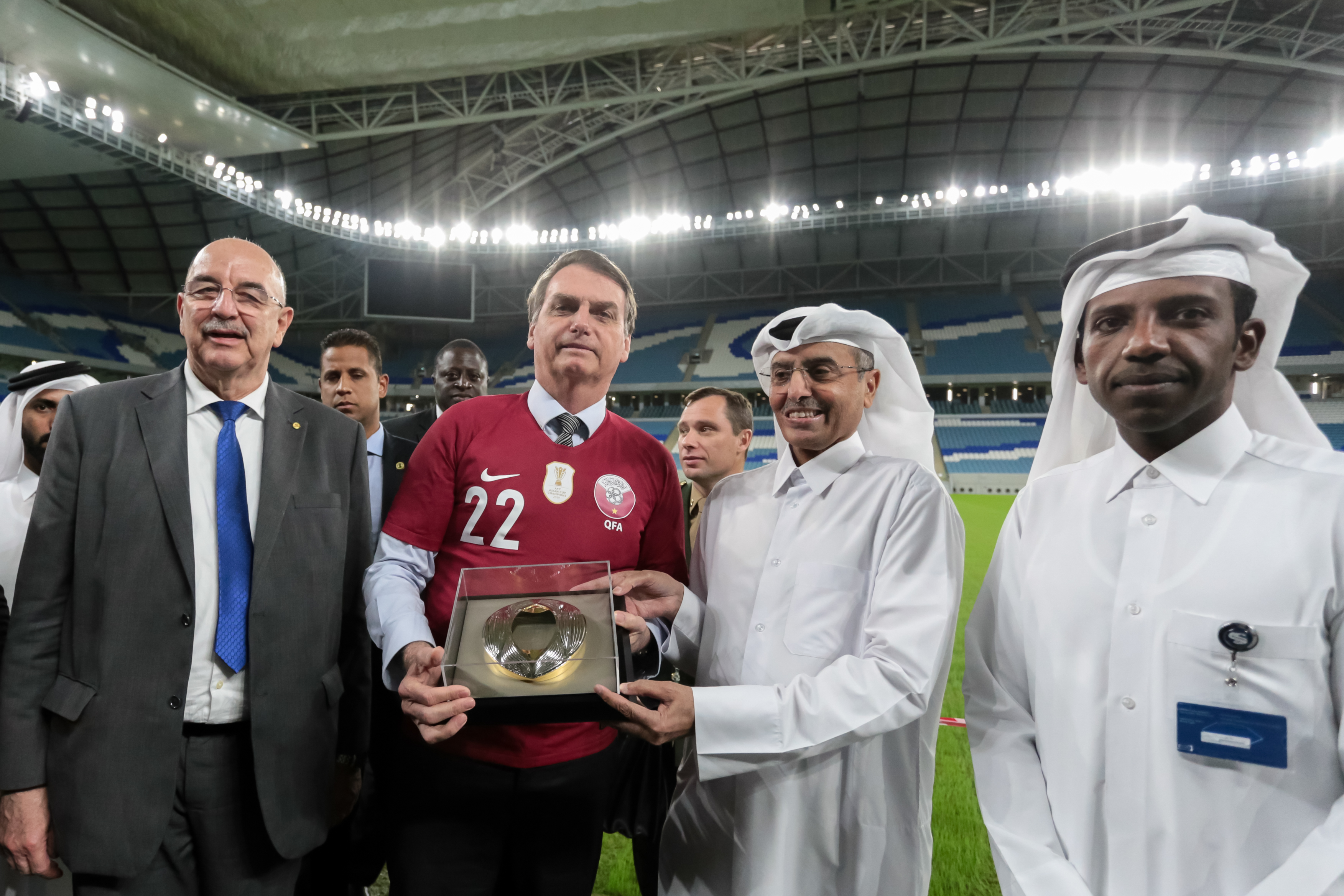
الرئيس البرازيلي في زيارة لاستاد الجنوب في الوكرة يوم 28 أكتوبر 2019.

حسب بعض التقديرات، فإن استضافة كأس العالم ستكلف قطر قرابة 138 مليار جنيه إسترليني (220 مليار دولار أمريكي). ويساوي هذا 60 ضعف الميزانية التي أنفقتها جنوب أفريقيا على كأس العالم 2010 تقريباً. أخبر نيكولا ريتر، المحلل القانوني والمالي الألماني، قمة المستثمرين التي عقدت في ميونيخ أنه سيُنفق 107 مليار جنيه إسترليني على الملاعب والمرافق بالإضافة إلى 31 مليار جنيه إسترليني أخرى على البنية التحتية ووسائل النقل. قال ريتر إنه سيُنفق 30 مليار جنيه إسترليني على بناء ملاعب مكيفة بقيمة 48 مليار جنيه إسترليني على مرافق التدريب والإقامة للاعبين والمشجعين. سيُنفق 28 مليار جنيه إسترليني أخرى على إنشاء مدينة جديدة تسمى لوسيل ستحيط بالاستاد الذي سيستضيف المباراتين الافتتاحية والنهائية للبطولة.
وفقًا لتقرير صدر في أبريل 2013 من قبل ميريل لينش؛ قسم الخدمات المصرفية الاستثمارية في بنك أمريكا، طلب المنظمون في قطر من الاتحاد الدولي لكرة القدم الموافقة على عدد أقل من الملاعب بسبب التكاليف المتزايدة. قال موقع بلومبيرغ إل بي أن قطر ترغب في خفض عدد الأماكن إلى 8 أو 9 من 12 كان مخططًا لها في الأصل. تقرير صدر في 9 ديسمبر 2010 نقل عن رئيس الفيفا جوزيف بلاتر قوله إن جيران قطر يمكنهم استضافة بعض المباريات خلال كأس العالم. ومع ذلك، لم تُحدَّد أي دولة في التقرير. وأضاف بلاتر أن أي قرار من هذا القبيل يجب أن تتخذه قطر أولا ثم تصدق عليه اللجنة التنفيذية للفيفا. صرح الأمير علي بن الحسين من الأردن لوكالة أسوشيتيد برس الأسترالية أن إقامة مباريات في البحرين والإمارات العربية المتحدة وربما المملكة العربية السعودية ستساعد على دمج شعوب المنطقة خلال البطولة.

### المتطوعون
في حفل أُقيم في كتارا 21 مارس 2022، أعلن جياني إنفانتينو رئيس الاتحاد الدولي لكرة القدم عن فتح باب الانضمام لفريق المتطوعين الخاص بكأس العالم 2022، وهو برنامج تطوعي يهدف لخدمة زوَّار دولة قطر في فترة البطولة، كما سيبلغ عدد المتطوعين 20 ألفًا سيوزعون على 45 موقع رسمي وغير رسمي للبطولة.

### إقامة المشجعين
سيتمكن المشجعون الزائرون من الإقامة في قطر إما في شقق وفلل أو في فنادق عائمة مثل إم إس سي بويسيا، وإم إس سي وورلد أوروبا، أو في قرية المشجعين وهي أماكن للتخييم التقليدية، أو في مجموعة من الفنادق (3 – 5 نجوم).

## الجائزة المالية
| المركز        | قيمة الجائزة (مليون دولار أمريكي) | قيمة الجائزة (مليون دولار أمريكي) |
| المركز        | 2022                              | 2018                              |
| ------------- | --------------------------------- | --------------------------------- |
| البطل         | 42                                | 38                                |
| الوصيف        | 30                                | 28                                |
| المركز الثالث | 27                                | 24                                |
| المركز الرابع | 25                                | 22                                |
| دور الثمانية  | 17                                | 16                                |
| دور الستة عشر | 13                                | 12                                |
| الدور الأول   | 9                                 | 8                                 |
| المجموع       | 440                               | 400                               |

أعلن الاتحاد الدولي لكرة القدم أن مجموع الجوائز المالية المقدمة في كأس العالم 2022، قد ارتفع عن النسخة 2018 المقامة في روسيا بزيادة بسيطة. حيث ارتفع إجمالي قيمة الجوائز المالية المقدمة إلى المنتخبات المشاركة في البطولة ومكافئات الفوز بالبطولة قرابة 40 مليون دولار. فبلغت جوائز هذه البطولة 440 مليون دولار، بينما بلغ إجمالي قيمة الجوائز المالية في نسخة 2018 ما يقارب 400 مليون دولار.
فقد رصد الاتحاد الدولي لكرة القدم مكافئة بلغت 42 مليون دولار للمنتخب الفائز بلقب البطولة، بينما سيحصل الفائز بالمركز الثاني على جائزة مالية وقدرها 30 مليون دولار، والفائز بالمركز الثالث سيحصل على 27 مليون دولار، في حين أن صاحب المركز الرابع سيحصل على جائزة مالية قدرها 25 مليون دولار. حيث قام الاتحاد الاتحاد الدولي لكرة القدم بزيادة جوائز أصحاب المراكز الأربعة، ففي بطولة 2018، حصل المنتخب الفائز بلقب البطولة على مكافئة بلغت 38 مليون دولار، بينما حصل الفائز بالمركز الثاني على جائزة مالية قدرها 28 مليون دولار، والفائز بالمركز الثالث حصل على 24 مليون دولار، في حين أن صاحب المركز الرابع حصل على جائزة مالية قدرها 22 مليون دولار.
وقد أوضح الاتحاد الدولي لكرة القدم أن المنتخبات التي ستبلغ دور الثمانية ستحصل على جائزة مالية قدرها 17 مليون دولار، بينما ستحصل المنتخبات التي ستبلغ الدور الستة عشر على جائزة مالية قدرها 13 مليون دولار، بينما سيحصل كل منتخب يخرج من الدور الأول للبطولة على مبلغ وقدره 9 ملايين دولار. حيث قام الاتحاد الدولي لكرة القدم بزيادة جوائز المنتخبات الواصلة لدور الثمانية من 16 مليون إلى 17 مليون دولار، والمنتخبات الواصلة لدور الستة عشر من 12 مليون إلى 13 مليون دولار، وزيادة المنتخبات الخارجة من الدور الأول من 8 ملايين إلى 9 ملايين دولار.
كما كشف الاتحاد الدولي لكرة القدم أن جميع المنتخبات المتأهلة لنهائيات مونديال قطر ستنال مبلغاً قدره 1.5 مليون دولار من أجل الاستعداد لبطولة.

## انتقادات
أعربت عدة وسائل إعلام عن قلقها بشأن مدى ملائمة قطر لاستضافة الحدث، فيما يتعلق بتفسيرات حقوق الإنسان، لا سيما ظروف العمال وحقوق المشجعين الذين ينتمون لمجتمع الميم، بسبب عدم شرعية المثلية الجنسية في قطر. في ديسمبر 2020، سمحت قطر بحمل أعلام قوس قزح في مونديال 2022. قال حسن عبد الله الذوادي، الرئيس التنفيذي لاستضافة قطر لكأس العالم 2022، إن قطر ستسمح باستهلاك المشروبات الكحولية خلال الحدث، على الرغم من أن استهلاكها في الأماكن العامة غير مسموح به، لأن النظام القانوني في البلاد قائم على الشريعة الإسلامية.
تمثلت الانقادات في اتهام قطر بسوء معاملة العمال، استندت هذه الادعاءات إلى حقيقة أن 522 عاملاً نيباليًا وأكثر من 700 عامل هندي لقوا حتفهم منذ عام 2010، حيث يموت زهاء 250 عاملاً هنديًا كل عام، ونظرًا لوجود نصف مليون عامل هندي في قطر، قالت الحكومة الهندية إن هذا عدد طبيعي جدًا للوفيات. وذكرت هيئة الإذاعة البريطانية (بي بي سي) لاحقًا أن هذا الرقم الذي غالبًا ما يُستشهد به وهو 1200 عامل لقوا حتفهم في قطر بين عامي 2011 و2013 ليس صحيحًا، وأن الرقم 1200 يمثل بدلاً من ذلك الوفيات من جميع الهنود والنيباليين العاملين في قطر، وليس فقط من هؤلاء العمال الذين شاركوا في التحضير لكأس العالم، وليس فقط عمال البناء. كما ضمت الانتقادات ما يتعلق بحرارة الطقس،
بسبب المناخ السائد في قطر، أُعرِب عن مخاوف بشأن إقامة كأس العالم في إطارها الزمني التقليدي في يونيو ويوليو. في أكتوبر 2013، وكُلف فريق عمل للنظر في تواريخ بديلة وتقديم تقرير بعد كأس العالم 2014 في البرازيل. في 24 فبراير 2015، اقترح فريق عمل الاتحاد الدولي لكرة القدم أن تُلعب البطولة من أواخر نوفمبر إلى أواخر ديسمبر 2022، لتجنب حرارة الصيف بين مايو وسبتمبر وأيضًا تجنب التضارب مع الألعاب الأولمبية الشتوية 2022 والألعاب البارالمبية الشتوية 2022 المقامتان في بكين، الصين.
ووجهت تهمة شراء الأصوات لقطر، فيما يتعلق بدور مسؤول كرة القدم السابق محمد بن همام في تأمين الاستضافة. حيث زعم موظف سابق في فريق ملف تنظيم قطر أن عدد المسؤولين الأفارقة حصلوا على 1.5 مليون دولار أمريكي من قطر، ومع ذلك تراجع عن ادعاءاته، لكنه قال لاحقًا إن مسؤولي الترشيح القطريين أجبروه على القيام بذلك. وقد أكمل الفيفا تحقيقًا مطولًا في هذه المزاعم، وبرأ تقرير قطر من ارتكاب أي مخالفات. وعلى الرغم من المزاعم، يصر القطريون على أن مزاعم الفساد مدفوعة بالحسد وانعدام الثقة بينما قال جوزيف بلاتر إن العنصرية في وسائل الإعلام البريطانية تغذيها.
وفي أعقاب الأزمة الدبلوماسية مع قطر في 5 يونيو 2017، طلبت المملكة العربية السعودية، اليمن، موريتانيا، الإمارات العربية المتحدة، البحرين ومصر، في رسالة، من الفيفا استبدال قطر كمضيف لكأس العالم، واصفةً البلاد بأنها قاعدة إرهابية. إضافة إلى انتقاد بخصوص حقوق المثليين في قطر، وذلك لأن المثلية الجنسية غير قانونية في قطر، ويواجه المخالفون الغرامات والسجن لمدة تصل إلى سبع سنوات. وقال رئيس الاتحاد الدولي لكرة القدم آنذاك جوزيف بلاتر في البداية: «أود أن أقول إنهم يجب أن يمتنعوا عن أي أنشطة تخص المثلية الجنسية»، وأضاف لاحقًا: «نحن لا نريد أي تمييز، ما نريد فعله هو فتح هذه اللعبة للجميع، وفتحها لجميع الثقافات، وهذا ما سنفعله في عام 2022». وفي أبريل 2022، صرح مسؤول أمني كبير يشرف على البطولة أن هناك خططًا لمصادرة أعلام قوس قزح من المتفرجين، كإجراء أمان لحمايتهم من المشاجرات مع المتفرجين المناهضين لمجتمع الميم.
كذلك شملت الانتقادات تناول المشروبات الكحولية بشكل قانوني، وهو مسموح به في حانات الفنادق والنوادي الليلية من خلال إبراز جواز سفر للإبلاغ وتصريح خاص لحضور النوادي. وقال حسن عبد الله الثويد، الرئيس التنفيذي لاستضافة قطر كأس العالم 2022، إن السؤال عما إذا كان مسموحًا بتناول الكحول في مناطق إضافية وفي المباريات نفسها، قال إن الدولة الإسلامية ستسمح أيضًا باستهلاك الكحول خلال كأس العالم. أُنشئ عدد قليل من مناطق المعجبين المحددة خلال الحدث، والتي ستوفر المشروبات الكحولية للبيع. كما طُوِّرت بعض الحانات لجميع السياح القادمين لدعم منتخباتهم في كأس العالم.

## الملاحظات
1. ↑  اُعتمِدت هذه الطريقة منذ كأس العالم 1986. حيث حدثت حالتين في بطولتين سابقيتن، حدث أن النتيجة أهلت منتخب على حساب منتخب آخر. ففي كأس العالم 1978 شهدت هذه البطولة الكثير من الجدل، فكان المستضيف الأرجنتين يلعب مبارياته ليلاً، بعد جميع المنتخبات بعد معرفة نتائج الآخرين، ففي الجولة الأخيرة فازت البرازيل على بولندا، مما استوجب فوز الأرجنتين بنتيجة 6-0 ليتأهلوا للمباراة النهائية. انتهى الشوط الأول بين الأرجنتين والبيرو بنتيجة 2-0، لكن بعد الاستراحة، استطاع الأرجنتين تسجيل 4 أهداف لتأهل للمباراة النهائية. أثارت تلك المباراة الجدل حول وجود تلاعب في نتيجتها ورشاوي للاعب المنتخب البيروفي،[99] ومساومة الحكومة البيروفية على محكومين لدى الأرجنتين للإفراج عنهم وإعادتهم إلى بيرو مقابل خسارة بيرو المباراة ستة أهداف.[100] اتهم العديد من لاعبي المنتخب البيروفي بالتلاعب، لكن أشهرهم كان حارس المنتخب،[101] خاصة بعد أنباء عن وجود حسابات له في البنوك الأرجنتينية.[102] ولكن يُؤكَّد أي شيء حول تلك الواقعة. بينما في كأس العالم 1982 شهد دور المجموعات مفاجئات عديدة، كان أولها فوز المنتخب الجزائري على منتخب ألمانيا الغربية بنتيجة 2-1. وكانت الجزائر قريبة من التأهل للدور المقبل خاصة بعد فوزها على التشيلي بنتيجة 3-2،[103] في المقابل وفي لقاء آخر من نفس المجموعة بين منتخبي ألمانيا الغربية والنمسا، عندما سجل الألمان هدف التقدم، وظل الفريقين يتناقلون الكرة،[104] واتفقوا على انهاء نتيجة المباراة على ما هي عليه ليتأهل كل من المنتخين إلى الدور الثاني من البطولة على حساب الجزائر،[105] في مباراة عرفت باسم فضيحة خيخون[106] (بالألمانية: Non-aggression pact of Gijón).

## وصلات خارجية
- الموقع الرسمي
- موقع قطر 2022